# Sân vận động Wembley
Sân vận động Wembley (tiếng Anh: Wembley Stadium), được đặt tên là Sân vận động Wembley được kết nối bởi EE vì lý do tài trợ, là một sân vận động bóng đá ở Wembley, Luân Đôn, được khai trương vào năm 2007, trên nền đất của sân vận động Wembley cũ, đã bị phá hủy từ năm 2002 đến 2003. Sân vận động thuộc sở hữu của Hiệp hội bóng đá Anh (FA), thông qua công ty con Wembley National Stadium Ltd (WNSL). Đây cũng là nơi FA đặt trụ sở làm việc chính của mình. Với 90.000 chỗ ngồi, đây là sân vận động bóng đá lớn nhất nước Anh, sân vận động lớn thứ sáu thế giới và sân vận động lớn thứ hai ở châu Âu.
Sân vận động tổ chức các trận bóng đá lớn bao gồm các trận đấu trên sân nhà của đội tuyển bóng đá quốc gia Anh và chung kết Cúp FA. Sân vận động cũng là sân nhà tạm thời của câu lạc bộ bóng đá Ngoại hạng Anh Tottenham Hotspur trong khoảng thời gian từ tháng 8 năm 2017 đến tháng 3 năm 2019, trong khi sân White Hart Lane đang bị phá hủy và sân vận động mới của họ đã được xây dựng.
Được thiết kế bởi Populous và Foster and Partners, sân vận động được đội vòng Wembley Arch cao 134 m, phục vụ thẩm mỹ như một điểm mốc trên khắp Luân Đôn cũng như về mặt cấu trúc, với vòng Wembley Arch hỗ trợ hơn 75% toàn bộ tải trọng của mái che. Sân vận động được xây dựng bởi công ty Multiplex của Úc với chi phí 798 triệu bảng (1,2 tỷ bảng ngày nay). Trái với suy nghĩ của nhiều người, sân vận động Wembley không có mái che có thể thu vào, bao phủ bề mặt sân. Hai cấu trúc mái có thể thu vào một phần ở phía đông và phía tây của sân vận động có thể được mở để có ánh sáng mặt trời và tăng trưởng sân.
Ngoài các trận đấu trên sân nhà của đội tuyển Anh và trận chung kết Cúp FA, sân vận động này còn tổ chức các trận đấu lớn khác trong bóng đá Anh, bao gồm trận Siêu cúp Anh mở đầu mùa giải, trận chung kết League Cup, bán kết Cúp FA, Football League Trophy, các trận play-off English Football League, FA Trophy, FA Vase và các trận play-off National League. Một sân vận động xếp hạng 4 của UEFA, Wembley đã tổ chức trận chung kết UEFA Champions League 2011 và 2013, và sẽ tổ chức tám trận đấu tại Giải vô địch bóng đá châu Âu 2020, (gồm 3 trận vòng bảng, 2 trận vòng 16 đội, bán kết, chung kết) cũng như trận chung kết UEFA Champions League 2023. Sau đó, nó đã được chuyển đến Atatürk Olympic Stadium ở Istanbul do điều chỉnh từ trận chung kết năm 2020 do đại dịch COVID-19 tại châu Âu gây ra. Thay vào đó, nó sẽ diễn ra trận chung kết của mùa giải tiếp theo. Sân vận động đã tổ chức các trận tranh huy chương vàng môn bóng đá tại Thế vận hội Mùa hè 2012. Sân vận động cũng tổ chức trận chung kết Challenge Cup của giải đấu rugby league, NFL London Games và các buổi hòa nhạc. Sân vận động cũng là sân nhà tạm thời của câu lạc bộ bóng đá Premier League Tottenham Hotspur trong khoảng thời gian từ tháng 8 năm 2017 đến tháng 3 năm 2019, trong khi White Hart Lane đang bị phá hủy và sân vận động mới của họ đã được xây dựng.
Vào năm 2014, sân vận động Wembley đã ký một hợp đồng tài trợ sáu năm với nhà cung cấp dịch vụ di động EE Limited, theo đó nó cung cấp các dịch vụ công nghệ và cơ sở hạ tầng cho địa điểm này. Theo thỏa thuận, cơ sở này được chính thức gọi là "Sân vận động Wembley được kết nối bởi EE".

## Sân vận động

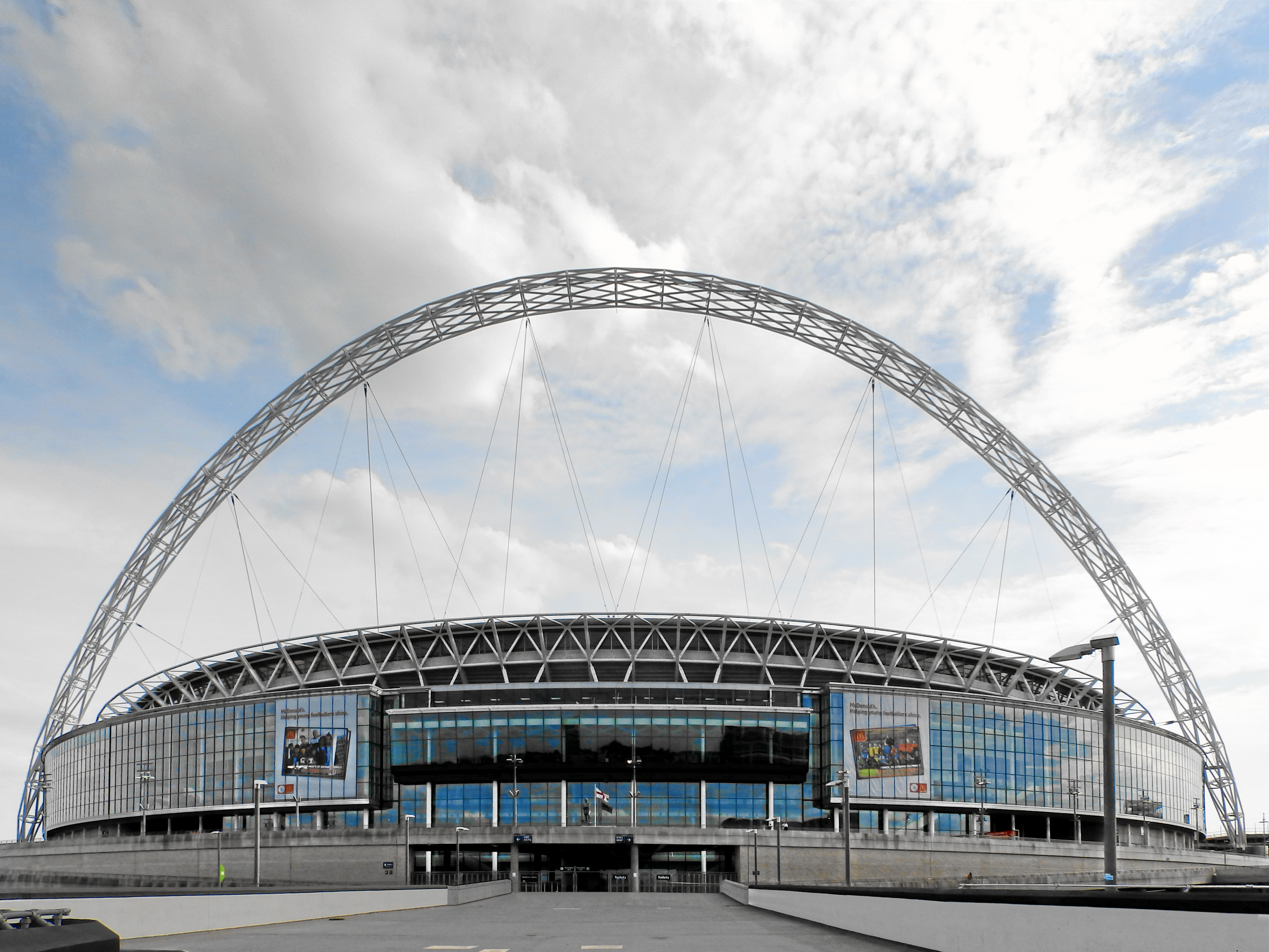
Bên ngoài sân vận động Wembley

Wembley được thiết kế bởi các kiến trúc sư Foster + Partners và HOK Sport (nay là Populous) và với các kỹ sư Mott Stadium Consortium, họ là một tập hợp của ba nhà tư vấn kỹ thuật kết cấu dưới hình thức Mott MacDonald, Sinclair Knight Merz và Aurecon. Việc thiết kế các dịch vụ của công trình được thực hiện bởi Mott MacDonald. Việc xây dựng sân vận động được quản lý bởi công ty Multiplex của Úc và được tài trợ bởi Sport England, WNSL (Wembley National Stadium Limited), Hiệp hội bóng đá Anh, Bộ Văn hóa Truyền thông và Thể thao và Cơ quan Phát triển Luân Đôn. Đây là một trong những sân vận động đắt nhất từng được xây dựng với chi phí 798 triệu bảng Anh vào năm 2007, và có sức chứa chỗ ngồi có mái che lớn nhất trên thế giới. Nathaniel Lichfield and Partners được chỉ định để hỗ trợ Wembley National Stadium Limited trong việc chuẩn bị kế hoạch cho một sân vận động mới và xin phép quy hoạch và xây dựng niêm yết cho sự phát triển.

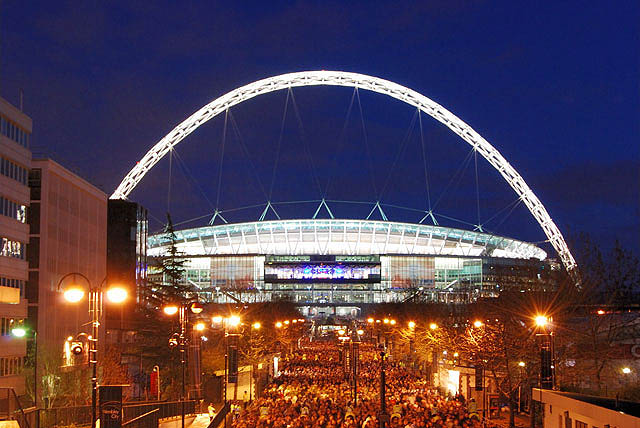
Wembley khi được chiếu sáng

Sân vận động toàn chỗ ngồi là một thiết kế hình bát với sức chứa 90.000 người, được bảo vệ khỏi các yếu tố bằng một mái trượt không hoàn toàn bao quanh nó. Nó cũng có thể được điều chỉnh như một sân vận động thể thao bằng cách dựng một nền tảng tạm thời trên tầng ghế ngồi thấp nhất. Đặc điểm nổi bật của sân vận động là một vòm lưới hình tròn có đường kính trong 7 m (23 ft) với nhịp 315 m (1.033 ft), được dựng lệch một số góc 22° so với thực tế và cao tới 133 m (436 ft). Nó chịu tất cả trọng lượng của mái phía bắc và 60% trọng lượng của mái có thể thu vào ở phía nam. Vòm là cấu trúc mái không được hỗ trợ dài nhất thế giới.
Một "hệ thống nền tảng" đã được thiết kế để chuyển đổi sân vận động sang sử dụng cho điền kinh, nhưng việc sử dụng nó sẽ làm giảm sức chứa của sân vận động xuống còn khoảng 60.000 người. Không có sự kiện điền kinh nào diễn ra tại sân vận động; việc chuyển đổi để sử dụng cho môn điền kinh là một điều kiện của một phần kinh phí xổ số mà sân vận động nhận được, nhưng để chuyển đổi sẽ mất hàng tuần làm việc và tiêu tốn hàng triệu bảng Anh. Thay vào đó, với việc trao quyền đăng cai Thế vận hội Mùa hè 2012 cho Luân Đôn vào năm 2005, Sân vận động Luân Đôn đã được sử dụng cho các sự kiện điền kinh lớn kể từ năm 2012.

### Xây dựng

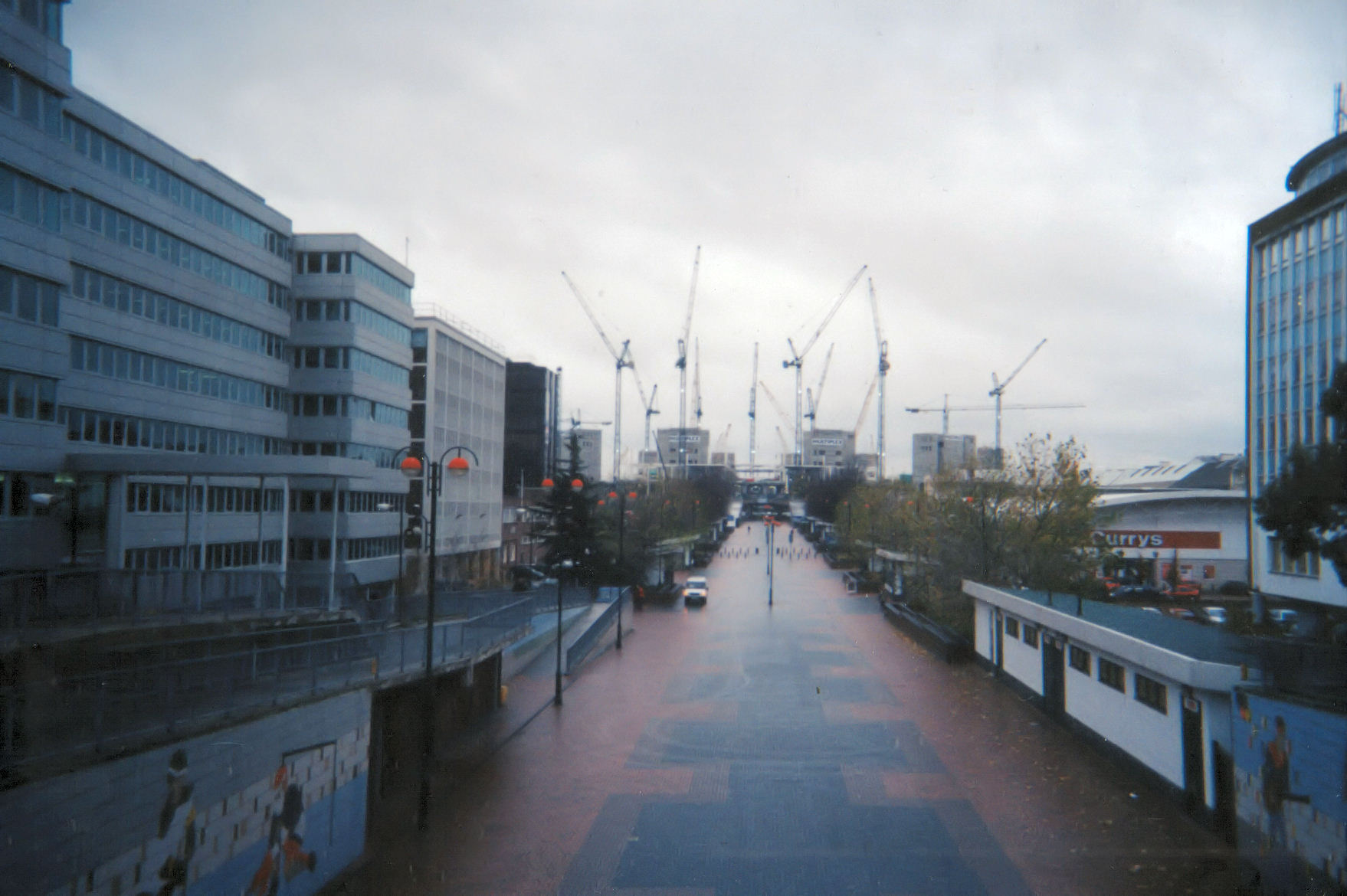
Sân vận động trong giai đoạn đầu xây dựng, tháng 8 năm 2003

Kế hoạch ban đầu cho việc tái thiết Wembley là bắt đầu phá dỡ trước Giáng sinh năm 2000, và sân vận động mới sẽ được hoàn thành một thời gian trong năm 2003, nhưng công việc này đã bị trì hoãn do những khó khăn về tài chính và pháp lý. Năm 2004, Thị trưởng London Ken Livingstone và Hội đồng Brent cũng đã công bố các kế hoạch rộng lớn hơn cho việc tái tạo Wembley, lấy sân vận động và các khu vực xung quanh cũng như sân vận động, sẽ được thực hiện trong hai hoặc ba thập kỷ. Việc phá dỡ chính thức bắt đầu vào ngày 30 tháng 9 năm 2002, với Tháp Đôi được tháo dỡ vào tháng 12 năm 2002.
Sự chậm trễ đối với dự án xây dựng bắt đầu từ năm 2003. Vào tháng 12 năm 2003, các nhà xây dựng của mái che, nhà thầu phụ Cleveland Bridge & Engineering Company của Darlington, đã cảnh báo Multiplex về chi phí gia tăng. Cleveland Bridge đã rút khỏi dự án và thay thế bằng công ty Hollandia của Hà Lan với tất cả các vấn đề về người phục vụ khi bắt đầu lại. Năm 2004 cũng chứng kiến nhiều sai sót, đáng chú ý nhất là một vụ tai nạn chết người liên quan đến thợ mộc Patrick O'Sullivan mà công ty xây dựng PC Harrington Contractors đã bị phạt 150.000 bảng vì vi phạm luật sức khỏe và an toàn.
Vào tháng 10 năm 2005, Bộ trưởng Thể thao Richard Caborn tuyên bố: "Họ nói rằng trận chung kết Cúp quốc gia sẽ diễn ra ở đó, không có tuyết dày 6 feet hoặc những thứ tương tự". Đến tháng 11 năm 2005, WNSL vẫn còn hy vọng về ngày bàn giao là 31 tháng 3, kịp cho trận chung kết cúp vào ngày 13 tháng 5. Tuy nhiên, vào tháng 12 năm 2005, những người xây dựng thừa nhận rằng có một "rủi ro vật chất" rằng sân vận động có thể không sẵn sàng kịp cho trận chung kết. Vào tháng 2 năm 2006, những lo lắng này đã được xác nhận, khi FA chuyển trận đấu đến Sân vận động Thiên niên kỷ của Cardiff.

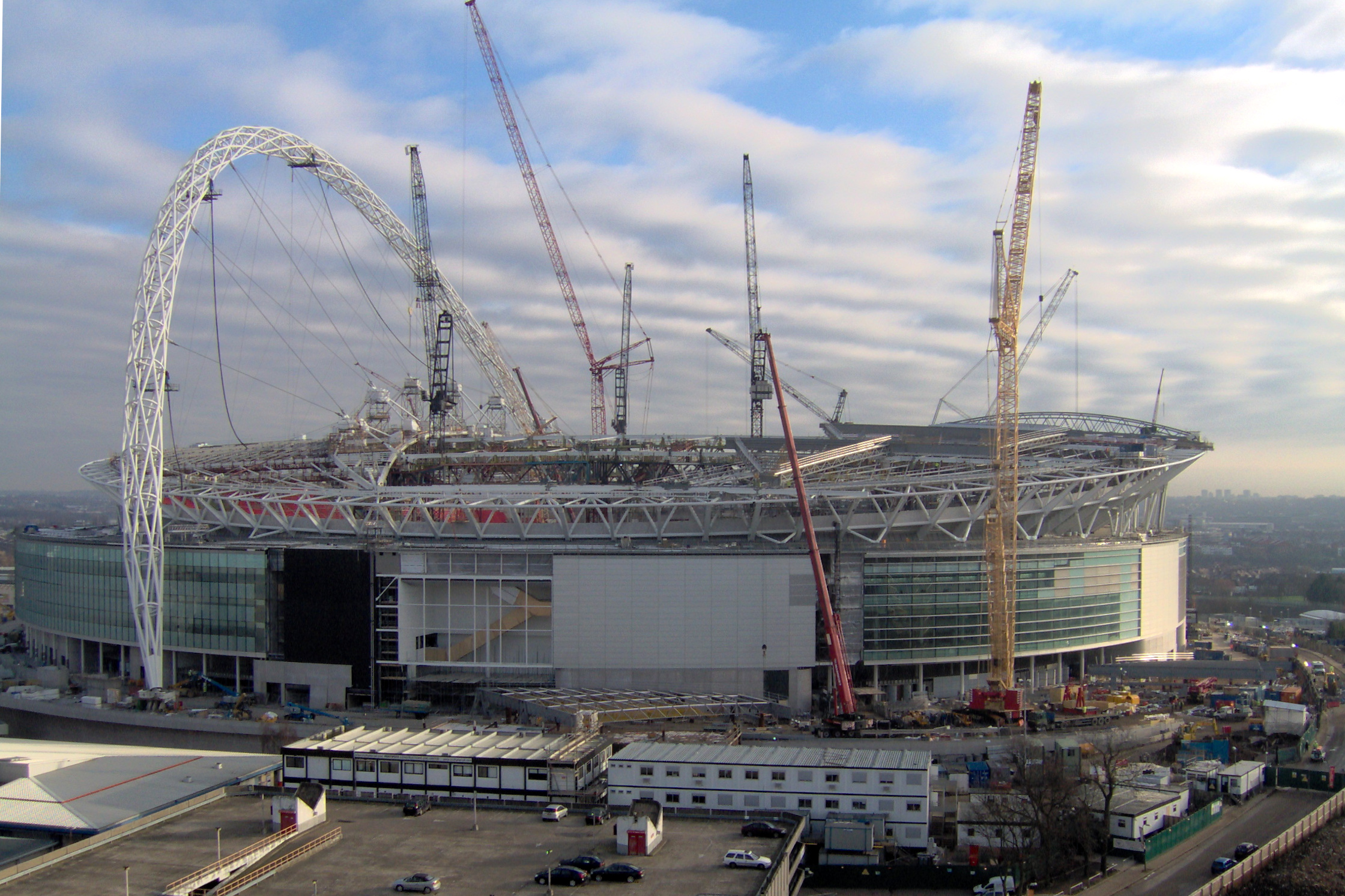
Xây dựng Wembley mới, nhìn về phía đông, chụp tháng 1 năm 2006

Vào ngày 20 tháng 3 năm 2006, một vì kèo thép trên mái của công trình mới đã rơi xuống 1+1⁄2 ft (46 cm), buộc 3.000 công nhân phải sơ tán khỏi sân vận động và làm dấy lên nghi ngờ về ngày hoàn thành đã bị chậm so với kế hoạch. Vào ngày 23 tháng 3 năm 2006, hệ thống cống rãnh bên dưới sân vận động bị vênh do chuyển động của mặt đất. Lãnh đạo Công đoàn GMB, Steve Kelly nói rằng vấn đề là do các đường ống không được đặt đúng cách và việc sửa chữa sẽ mất nhiều tháng. Nhiều tin đồn cho rằng lý do tắc nghẽn là do Multiplex không thanh toán cho các nhà thầu đặt đường ống sau đó đổ bê tông vào đường ống. Một phát ngôn viên của nhà phát triển Multiplex nói rằng họ không tin rằng điều này sẽ "có bất kỳ tác động nào đến việc hoàn thành sân vận động", sau đó dự kiến hoàn thành vào ngày 31 tháng 3 năm 2006.
Vào ngày 30 tháng 3 năm 2006, các nhà phát triển thông báo rằng Sân vận động Wembley sẽ không sẵn sàng cho đến năm 2007. Tất cả các giải đấu và buổi hòa nhạc được lên kế hoạch đã được chuyển đến các địa điểm thích hợp. Vào ngày 19 tháng 6 năm 2006, nó đã được thông báo rằng mặt sân cỏ đã được đặt. Vào ngày 19 tháng 10 năm 2006, người ta thông báo rằng địa điểm này sẽ mở cửa vào đầu năm 2007 sau khi tranh chấp giữa Hiệp hội bóng đá Anh và Multiplex cuối cùng đã được giải quyết. WNSL dự kiến sẽ trả khoảng 36 triệu bảng Anh cho Multiplex, cao hơn số tiền của hợp đồng giá cố định ban đầu. Tổng chi phí của dự án (bao gồm tái phát triển cơ sở hạ tầng giao thông địa phương và chi phí tài chính) ước tính là 1 tỷ bảng Anh.
Đối với sân vận động mới, mức của sân đã được hạ xuống. Trong quá trình khai quật sân chơi mới, những người thợ đào cơ khí đã khai quật được một vật cản bị chôn vùi: nền móng bê tông của Tháp Watkin, một nỗ lực thất bại trong việc xây dựng để cạnh tranh với Tháp Eiffel ở Luân Đôn. Chỉ có phần đế của tháp đã từng được xây dựng trước khi bị bỏ hoang và phá bỏ vào năm 1907; địa điểm này sau đó được sử dụng làm địa điểm cho Sân vận động Wembley đầu tiên.

### Bàn giao và khai trương

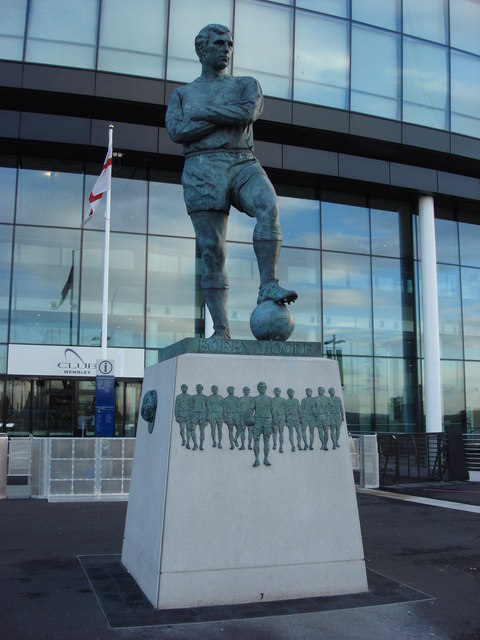
Bức tượng Bobby Moore, Đội trưởng vô địch Giải vô địch bóng đá thế giới 1966 của Anh, đứng bên ngoài lối vào sân vận động nhìn xuống Đường Wembley

Sân vận động mới được hoàn thành và bàn giao cho FA vào ngày 9 tháng 3 năm 2007. Trang web chính thức của sân vận động Wembley đã thông báo rằng sân vận động sẽ mở cửa cho người dân địa phương của Brent xem vào ngày 3 tháng 3 năm 2007, tuy nhiên việc này đã bị trì hoãn hai tuần và thay vào đó đã diễn ra vào ngày 17 tháng 3.
Trong khi sân vận động đã tổ chức các trận đấu bóng đá kể từ khi bàn giao vào tháng 3, sân vận động đã chính thức khai trương vào thứ Bảy ngày 19 tháng 5, với trận chung kết Cúp FA 2007. Tám ngày trước đó, vào thứ Sáu ngày 11 tháng 5, bức tượng Bobby Moore đã được đồng đội cũ của anh, Sir Bobby Charlton, công bố bên ngoài lối vào sân vận động, như một "bước hoàn thiện" để hoàn thành sân vận động. Bức tượng đồng có kích thước gấp người thật hai lần, do Philip Jackson điêu khắc, mô tả đội trưởng Bobby Moore vô địch World Cup 1966 của đội tuyển Anh, nhìn xuống Đường Wembley.

### Kết cấu
- Sân vận động chứa 2.618 nhà vệ sinh, nhiều hơn bất kỳ địa điểm nào khác trên thế giới.[35]
- Sân vận động có chu vi 1 km (0,62 mi).[36]
- Thể tích sân vận động được liệt kê là 1.139.100 m3 (1.489.900 yd khối), nhỏ hơn một chút so với Sân vận động Thiên niên kỷ ở Cardiff, nhưng có sức chứa lớn hơn.[37]
- Vào lúc cao điểm, có hơn 3.500 công nhân xây dựng trên công trường.[38]
- 4.000 cọc riêng biệt tạo thành nền móng của sân vận động mới,[36] sâu nhất trong số đó là 35 m (115 ft).[36]
- Có 56 km (35 mi) cáp điện hạng nặng trong sân vận động.[36]
- 90.000 m3 (120.000 yd khối) bê tông và 23.000 tấn (25.000 tấn Mỹ) thép đã được sử dụng để xây dựng sân vận động mới.[36]
- Tổng chiều dài của các thang cuốn là 400 mét (1⁄4 mi).[36]
- Vòm có đường kính mặt cắt ngang lớn hơn đường kính của tàu Eurostar xuyên kênh.[39][40]

### Mặt sân

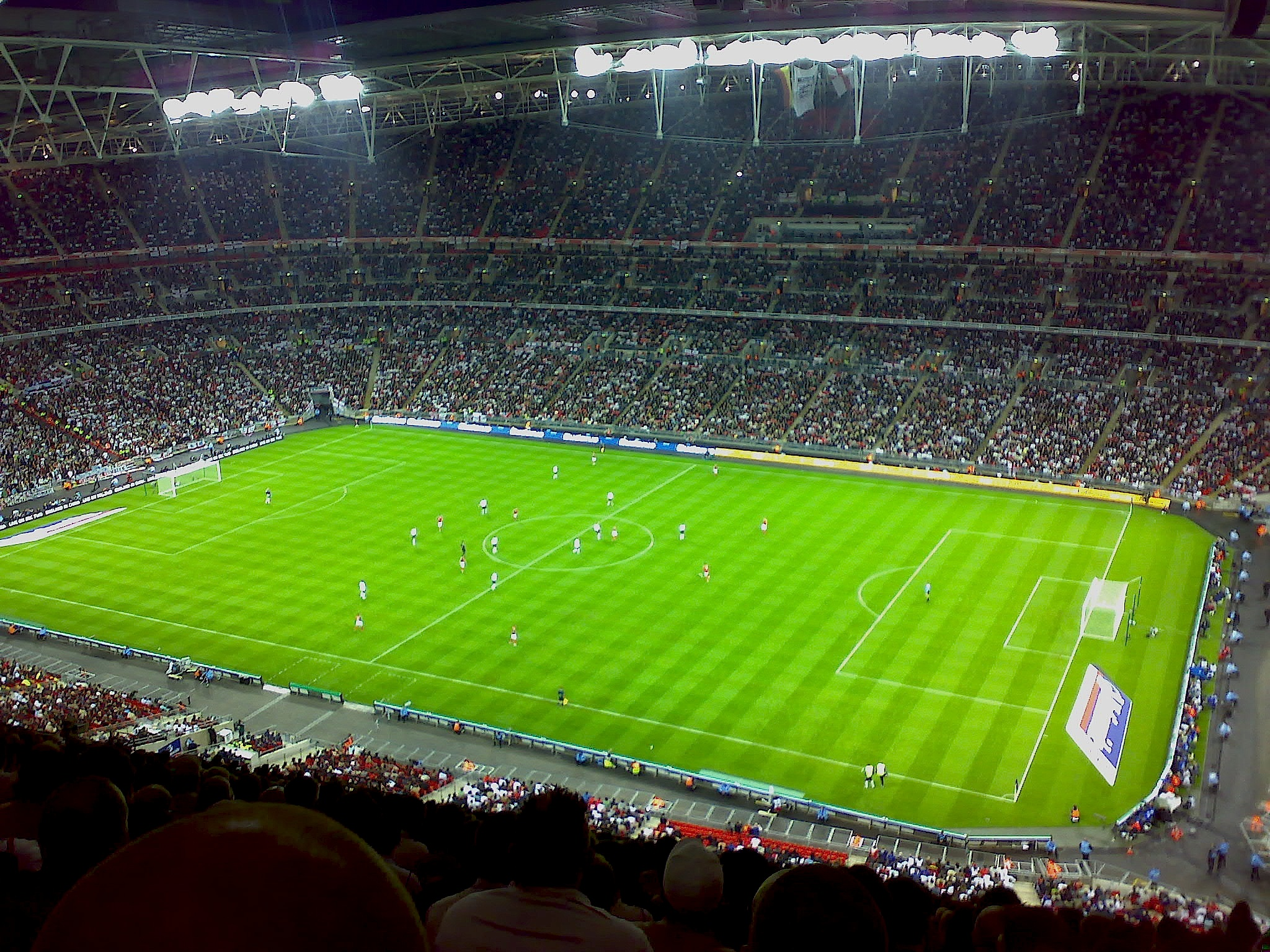
Sân vận động Wembley trong trận đấu giao hữu giữa Anh và Đức vào tháng 8 năm 2007.

Kích thước sân, như được thiết kế cho bóng đá, dài 115 yd (105 m) rộng 75 yd (69 m), hẹp hơn một chút so với sân Wembley cũ, theo yêu cầu của các hạng mục sân vận động của UEFA đối với sân vận động loại 4, loại hàng đầu.
Trong khoảng thời gian sau khi hoàn thành sân Wembley mới, mặt sân trở nên tồi tệ. Nó được Slaven Bilić mô tả là "không tốt" và "không ở trong tình trạng như Wembley từng được biết đến" trước trận đấu giữa Anh và đội mà ông làm huấn luyện viên, Croatia, vào tháng 11 năm 2007. Mặt sân đã bị cắt trong trận đấu, điều này bị một số người cho là nguyên nhân khiến Anh không đủ điều kiện tham dự Giải vô địch bóng đá châu Âu 2008. Liên đoàn bóng đá Anh thừa nhận vào tháng 4 năm 2009, sau trận bán kết Cúp FA, rằng sân Wembley cần phải cải thiện, sau những chỉ trích từ các huấn luyện viên Sir Alex Ferguson, Arsène Wenger và David Moyes.
Vào tháng 3 năm 2010, bề mặt sân đã được đóng lại lần thứ mười kể từ khi mở cửa. Vào tháng 4 năm 2010, sân một lần nữa bị chỉ trích sau trận bán kết Cúp FA, trong đó các cầu thủ gặp khó khăn trong việc giữ chân và mặt sân bị cắt ra dù điều kiện khô ráo. Huấn luyện viên của Tottenham Hotspur lúc đó, Harry Redknapp đã coi đó là một "nỗi ô nhục" sau thất bại ở trận bán kết trước Portsmouth của đội bóng. Sau trận chung kết Cúp FA 2010, đội trưởng John Terry của Chelsea nói, "Sân đã phá hỏng trận chung kết. Đó có lẽ là sân tồi tệ nhất mà chúng tôi đã chơi trong cả năm. Nó không đủ tốt cho một sân Wembley." sau đó trở lại với sân cỏ bán nhân tạo Desso GrassMaster, trước trận đấu siêu cúp năm 2010 giữa Chelsea và Manchester United. Michael Owen, người trước đây đã chỉ trích sân vì khiến anh chấn thương, nói rằng nó đã được cải thiện nhiều.
Wembley được sử dụng cho các trận đấu bóng bầu dục Mỹ trong International Series của National Football League. Tottenham Hotspur đối đầu với Manchester City F.C. trong trận đấu tại Premier League vào ngày 29 tháng 10 năm 2018, một ngày sau khi Wembley tiếp đón Philadelphia Eagles và Jacksonville Jaguars. Do vòng quay ngắn, các dấu lưới mờ và logo NFL có thể nhìn thấy rõ ràng trên sân cùng với cỏ mòn dọc giữa sân và các đường chạm bóng. Tottenham buộc phải tổ chức trận đấu tại Wembley do việc xây dựng sân mới của họ bị đình trệ. Bất chấp tình trạng của sân, UEFA đã cho phép một trận lượt đi Champions League diễn ra tại Wembley vào ngày 9 tháng 11 năm 2018 với việc Tottenham tiếp đón đội bóng Hà Lan PSV Eindhoven.

### Mái che

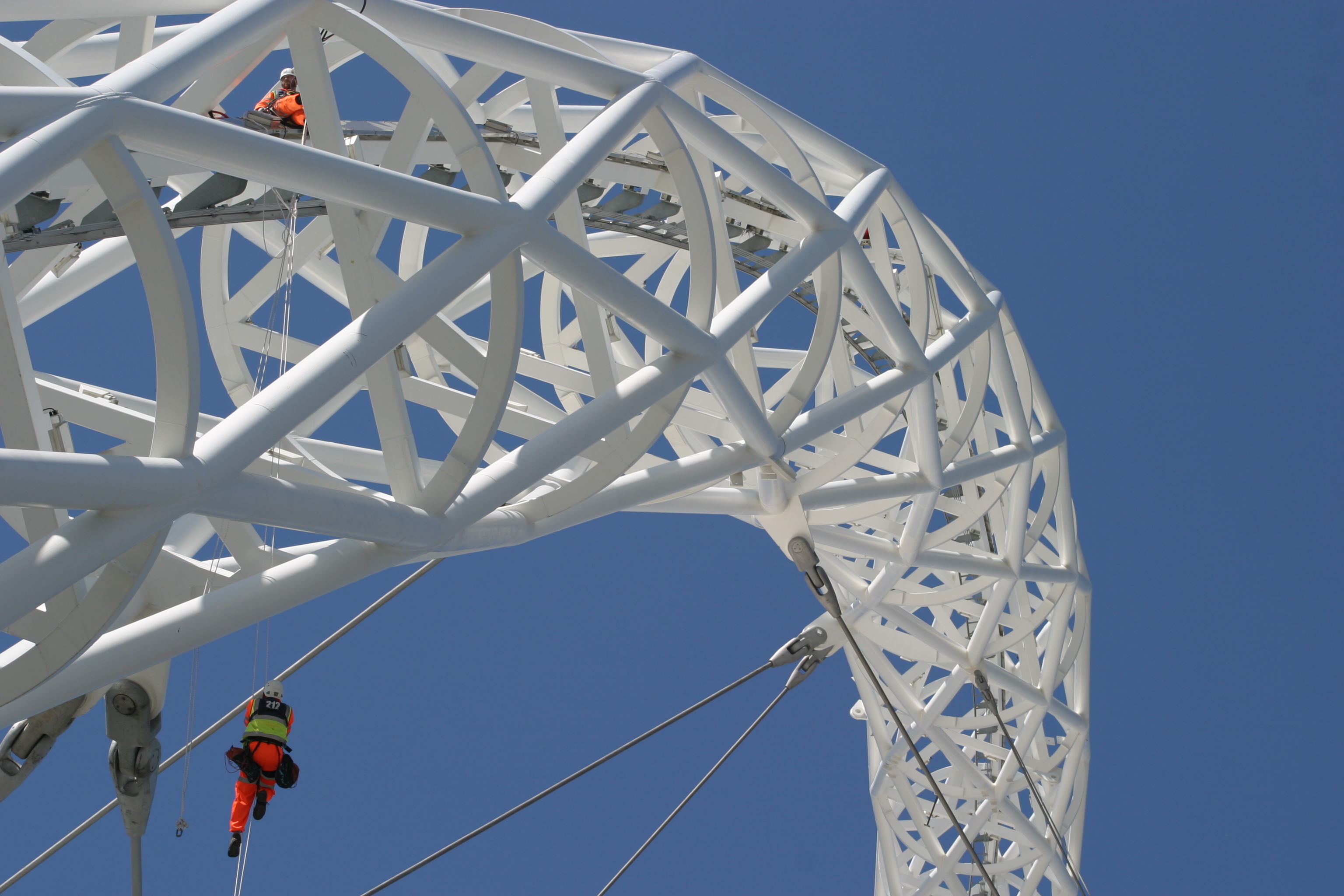
Cận cảnh mái vòm

Mái che sân vận động có diện tích 40.000 m2 (430.000 foot vuông), trong đó có thể di chuyển được 13.722 m2 (147.700 foot vuông). Lý do chính cho mái trượt là để tránh che bóng cho sân, vì cỏ cần ánh nắng trực tiếp để phát triển hiệu quả. Thiết kế mái trượt giảm thiểu bóng đổ bằng cách kéo mái về phía đông, tây và nam. Angus Campbell, kiến trúc sư trưởng, cũng nói rằng mục đích là để sân có ánh sáng mặt trời trong các trận đấu diễn ra từ 3 giờ chiều đến 5 giờ chiều từ đầu tháng 5 đến cuối tháng 6, khi Cúp FA và World Cup sẽ diễn ra. Tuy nhiên, trong buổi bình luận trực tiếp trận chung kết Cúp FA vào giữa tháng 5 năm 2007, người ta đã đề cập rằng sân có bóng râm một phần lúc bắt đầu lúc 3 giờ chiều và cả trong trận đấu.
Mái sân vận động cao hơn mặt sân 52 mét (171 ft) và được hỗ trợ bởi một vòm cao 133 m (436 ft) so với mặt bằng của phòng chờ bên ngoài. Với nhịp 315 m (1.033 ft), vòm là cấu trúc mái một nhịp dài nhất trên thế giới.

### Kiện tụng
Công ty Multiplex của Úc, là nhà thầu chính trên Sân vận động Wembley, đã gây ra thiệt hại đáng kể cho dự án. Trong nỗ lực bù đắp một số khoản lỗ đó, công ty đã khởi xướng một số vụ kiện pháp lý chống lại nhà thầu phụ và nhà tư vấn của mình. Vụ lớn nhất trong số này - đơn kiện xây dựng lớn nhất trong lịch sử pháp luật Vương quốc Anh - là đơn kiện 253 triệu bảng Anh chống lại các nhà tư vấn kỹ thuật kết cấu Mott MacDonald.
Trong các buổi điều trần sơ bộ, hai phương pháp kiến trúc hoạt động cho Multiplex trong dự án đã được yêu cầu cho phép Multiplex truy cập vào hồ sơ của họ để họ xây dựng trường hợp. Các thực hành, Foster + Partners và Populous, ước tính chi phí cung cấp quyền truy cập và trả lời các truy vấn của Multiplex là 5 triệu bảng Anh. Mott MacDonald đã đưa ra yêu cầu phản đối về khoản phí chưa thanh toán là 250.000 bảng Anh.
Tranh chấp giữa Multiplex và Mott MacDonald đã được giải quyết ngoài tòa án vào tháng 6 năm 2010, trước phiên tòa xét xử tháng 1 năm 2011. Các điều khoản của thỏa thuận không được tiết lộ, nhưng có thông tin cho rằng Multiplex "sẽ không xuất túi".
Multiplex cũng đưa nhà thầu thép ban đầu, Cleveland Bridge, ra tòa yêu cầu bồi thường 38 triệu bảng Anh cho các chi phí do Cầu Cleveland rút khỏi dự án. Đến lượt mình, Cleveland Bridge đã đòi được tới 15 triệu bảng Anh từ Multiplex. Vụ kiện được giải quyết vào tháng 9 năm 2008 với việc Cleveland Bridge yêu cầu bồi thường 6,1 triệu bảng Anh tiền bồi thường thiệt hại và 20% chi phí cho Multiplex, sau khi tòa án tuyên bố chống lại Cleveland Bridge. Thẩm phán chỉ trích cả hai bên vì đã cho phép vụ kiện ra tòa, chỉ ra rằng tổng chi phí là 22 triệu bảng, bao gồm 1 triệu bảng cho việc phô tô. Hóa đơn cuối cùng của Multiplex được ước tính là hơn 10 triệu bảng Anh. Vào năm 2007, Multiplex cũng tranh chấp một yêu cầu từ nhà thầu cụ thể của mình, PC Harrington, rằng Multiplex nợ PC Harrington 13,4 triệu bảng Anh.

### Trả giá để mua
Vào tháng 4 năm 2018, Shahid Khan, chủ sở hữu của Fulham F.C. và Jacksonville Jaguars, đưa ra lời đề nghị mua lại Sân vận động Wembley từ FA. Thỏa thuận không chỉ bao gồm việc mua sân vận động mà còn cung cấp cho FA toàn quyền để giữ quyền kiểm soát hoạt động kinh doanh của Club Wembley. Vào ngày 18 tháng 7 năm 2018, một ủy ban tuyển chọn của quốc hội đã được tổ chức để thảo luận về khả năng bán được, với bằng chứng được đưa ra bởi cựu cầu thủ, Gary Neville, và Luật Katrina của Liên đoàn cổ động viên bóng đá. Đề nghị đã được rút lại vào ngày 17 tháng 10 năm 2018.

## Một số sự kiện thể thao

### World Cup 1966
| Ngày                | Giờ   | Đội        | Kết quả       | Đội        | Vòng         | Khán giả |
| ------------------- | ----- | ---------- | ------------- | ---------- | ------------ | -------- |
| 11 tháng 7 năm 1966 | 19:30 | Anh        | 0 - 0         | Uruguay    | Bảng 1       | 87.148   |
| 13 tháng 7 năm 1966 | 19:30 | Pháp       | 1 - 1         | México     | Bảng 1       | 69.237   |
| 16 tháng 7 năm 1966 | 19:30 | Anh        | 2 - 0         | México     | Bảng 1       | 92.570   |
| 20 tháng 7 năm 1966 | 19:30 | Anh        | 2 - 0         | Pháp       | Bảng 1       | 98.270   |
| 23 tháng 7 năm 1966 | 15:00 | Anh        | 1 - 0         | Argentina  | Tứ kết       | 90.584   |
| 26 tháng 7 năm 1966 | 19:30 | Anh        | 2 - 1         | Bồ Đào Nha | Bán kết      | 94.493   |
| 28 tháng 7 năm 1966 | 19:30 | Bồ Đào Nha | 2 - 1         | Liên Xô    | Tranh hạng 3 | 87.696   |
| 30 tháng 7 năm 1966 | 15:00 | Anh        | 4 - 2 (S.h.p) | Tây Đức    | Chung kết    | 96.924   |

### Euro 1996
| Ngày                | Giờ   | Đội          | Kết quả            | Đội     | Vòng      | Khán giả |
| ------------------- | ----- | ------------ | ------------------ | ------- | --------- | -------- |
| 8 tháng 6 năm 1996  | 15:00 | Anh          | 1 - 1              | Thụy Sĩ | Bảng A    | 76.567   |
| 15 tháng 6 năm 1996 | 15:00 | Scotland     | 0 - 2              | Anh     | Bảng A    | 76.864   |
| 18 tháng 6 năm 1996 | 19:30 | Hà Lan       | 1 - 4              | Anh     | Bảng A    | 76.798   |
| 22 tháng 6 năm 1996 | 16:00 | Tây Ban Nha  | 0 - 0 (2 - 4, pen) | Anh     | Tứ kết    | 75.440   |
| 26 tháng 6 năm 1996 | 20:30 | Đức          | 1 - 1 (6 - 5, pen) | Anh     | Bán kết   | 75.862   |
| 30 tháng 6 năm 1996 | 20:00 | Cộng hòa Séc | 1 - 2 (S.h.p)      | Đức     | Chung kết | 73.611   |

### Vòng loại EURO 2008
| Ngày                 | Giờ   | Đội | Kết quả | Đội     | Vòng   | Khán giả |
| -------------------- | ----- | --- | ------- | ------- | ------ | -------- |
| 8 tháng 9 năm 2007   | 17:00 | Anh | 3 - 0   | Israel  | Bảng E | 85.372   |
| 13 tháng 10 năm 2007 | 15:00 | Anh | 3 - 0   | Estonia | Bảng E | 86.665   |
| 21 tháng 11 năm 2007 | 20:00 | Anh | 2 - 3   | Croatia | Bảng E | 88.091   |

### Vòng loại Wolrd Cup 2010
| Ngày                 | Giờ   | Đội | Kết quả | Đội        | Vòng   | Khán giả |
| -------------------- | ----- | --- | ------- | ---------- | ------ | -------- |
| 11 tháng 10 năm 2008 | 17:15 | Anh | 5 - 1   | Kazakhstan | Bảng 6 | 89.107   |
| 1 tháng 4 năm 2009   | 20:00 | Anh | 2 - 1   | Ukraina    | Bảng 6 | 87.548   |
| 10 tháng 6 năm 2009  | 20:15 | Anh | 6 - 0   | Andorra    | Bảng 6 | 57.897   |
| 9 tháng 9 năm 2009   | 20:00 | Anh | 5 - 1   | Croatia    | Bảng 6 | 87.319   |
| 14 tháng 10 năm 2009 | 20:00 | Anh | 3 - 0   | Belarus    | Bảng 6 | 76.897   |

### Vòng loại EURO 2012
| Ngày                 | Giờ   | Đội | Kết quả | Đội        | Vòng   | Khán giả |
| -------------------- | ----- | --- | ------- | ---------- | ------ | -------- |
| 3 tháng 9 năm 2010   | 20:00 | Anh | 4 - 0   | Belarus    | Bảng G | 73.246   |
| 12 tháng 10 năm 2010 | 20:00 | Anh | 0 - 0   | Montenegro | Bảng G | 73.451   |
| 4 tháng 6 năm 2011   | 16:45 | Anh | 2 - 2   | Thụy Sĩ    | Bảng G | 84.459   |
| 6 tháng 9 năm 2011   | 19:45 | Anh | 1 - 0   | Wales      | Bảng G | 77.128   |

### Vòng loại World Cup 2014
| Ngày                 | Giờ   | Đội | Kết quả | Đội        | Vòng   | Khán giả |
| -------------------- | ----- | --- | ------- | ---------- | ------ | -------- |
| 11 tháng 9 năm 2012  | 20:00 | Anh | 1 - 1   | Ukraina    | Bảng H | 68.102   |
| 12 tháng 10 năm 2012 | 20:00 | Anh | 5 - 0   | San Marino | Bảng H | 86.845   |
| 6 tháng 9 năm 2013   | 20:00 | Anh | 4 - 0   | Moldova    | Bảng H | 61.607   |
| 11 tháng 10 năm 2013 | 20:00 | Anh | 4 - 1   | Montenegro | Bảng H | 83.807   |
| 15 tháng 10 năm 2013 | 20:00 | Anh | 2 - 0   | Ba Lan     | Bảng H | 85.186   |

### Vòng loại EURO 2016
| Ngày                 | Giờ   | Đội | Kết quả | Đội        | Vòng   | Khán giả |
| -------------------- | ----- | --- | ------- | ---------- | ------ | -------- |
| 9 tháng 10 năm 2014  | 20:45 | Anh | 5 - 0   | San Marino | Bảng E | 55.990   |
| 15 tháng 11 năm 2014 | 18:00 | Anh | 3 - 1   | Slovenia   | Bảng E | 82.305   |
| 27 tháng 3 năm 2015  | 20:45 | Anh | 4 - 0   | Litva      | Bảng E | 83.671   |
| 8 tháng 9 năm 2015   | 20:45 | Anh | 2 - 0   | Thụy Sĩ    | Bảng E | 75.751   |
| 9 tháng 10 năm 2015  | 20:45 | Anh | 2 - 0   | Estonia    | Bảng E | 75.427   |

### Vòng loại World Cup 2018
| Ngày                 | Giờ   | Đội | Kết quả | Đội      | Vòng   | Khán giả |
| -------------------- | ----- | --- | ------- | -------- | ------ | -------- |
| 8 tháng 10 năm 2016  | 18:00 | Anh | 2 - 0   | Malta    | Bảng F | 81.781   |
| 11 tháng 11 năm 2016 | 20:45 | Anh | 3 - 0   | Scotland | Bảng F | 87.258   |
| 26 tháng 3 năm 2017  | 18:00 | Anh | 2 - 0   | Litva    | Bảng F | 77.690   |
| 4 tháng 9 năm 2017   | 20:45 | Anh | 2 - 1   | Slovakia | Bảng F | 67.823   |
| 5 tháng 10 năm 2017  | 20:45 | Anh | 1 - 0   | Slovenia | Bảng F | 61.598   |

### Vòng loại EURO 2020
| Ngày                 | Giờ   | Đội | Kết quả | Đội          | Vòng   | Khán giả |
| -------------------- | ----- | --- | ------- | ------------ | ------ | -------- |
| 22 tháng 3 năm 2019  | 20:45 | Anh | 5 - 0   | Cộng hòa Séc | Bảng A | 82.575   |
| 7 tháng 9 năm 2019   | 18:00 | Anh | 4 - 0   | Bulgaria     | Bảng A | 82.605   |
| 14 tháng 11 năm 2019 | 20:45 | Anh | 7 - 0   | Montenegro   | Bảng A | 77.277   |

### EURO 2020
| Ngày                | Giờ   | Đội          | Kết quả            | Đội         | Vòng        | Khán giả |
| ------------------- | ----- | ------------ | ------------------ | ----------- | ----------- | -------- |
| 13 tháng 6 năm 2021 | 15:00 | Anh          | 1 - 0              | Croatia     | Bảng D      | 18.497   |
| 18 tháng 6 năm 2021 | 21:00 | Anh          | 0 - 0              | Scotland    | Bảng D      | 20.306   |
| 22 tháng 6 năm 2021 | 21:00 | Cộng hòa Séc | 0 - 1              | Anh         | Bảng D      | 19.104   |
| 26 tháng 6 năm 2021 | 21:00 | Ý            | 2 - 1 (S.h.p)      | Áo          | Vòng 16 đội | 18.910   |
| 29 tháng 6 năm 2021 | 18:00 | Anh          | 2 - 0              | Đức         | Vòng 16 đội | 41.973   |
| 6 tháng 7 năm 2021  | 21:00 | Ý            | 1 - 1 (4 - 2, pen) | Tây Ban Nha | Bán kết     | 57.811   |
| 7 tháng 7 năm 2021  | 21:00 | Anh          | 2 - 1 (S.h.p)      | Đan Mạch    | Bán kết     | 64.950   |
| 11 tháng 7 năm 2021 | 21:00 | Ý            | 1 - 1 (3 - 2, pen) | Anh         | Chung kết   | 67.173   |

### Vòng loại World Cup 2022
| Ngày                 | Giờ   | Đội | Kết quả | Đội        | Vòng   | Khán giả |
| -------------------- | ----- | --- | ------- | ---------- | ------ | -------- |
| 25 tháng 3 năm 2021  | 20:45 | Anh | 5 - 0   | San Marino | Bảng I | 0        |
| 31 tháng 3 năm 2021  | 20:45 | Anh | 2 - 1   | Ba Lan     | Bảng I | 0        |
| 5 tháng 9 năm 2021   | 18:00 | Anh | 4 - 0   | Andorra    | Bảng I | 67.171   |
| 12 tháng 10 năm 2021 | 20:45 | Anh | 1 - 1   | Hungary    | Bảng I | 69.380   |
| 12 tháng 11 năm 2021 | 20:45 | Anh | 5 - 0   | Albania    | Bảng I | 80.366   |

### Vòng loại EURO 2024
| Ngày                 | Giờ   | Đội | Kết quả | Đội     | Vòng   | Khán giả |
| -------------------- | ----- | --- | ------- | ------- | ------ | -------- |
| 26 tháng 3 năm 2023  | 18:00 | Anh | 2 - 0   | Ukraina | Bảng C | 83.947   |
| 17 tháng 10 năm 2023 | 20:45 | Anh | 3 - 1   | Ý       | Bảng C | 83.194   |
| 17 tháng 11 năm 2023 | 20:45 | Anh | 2 - 0   | Malta   | Bảng C | 83.188   |

## Thể thao

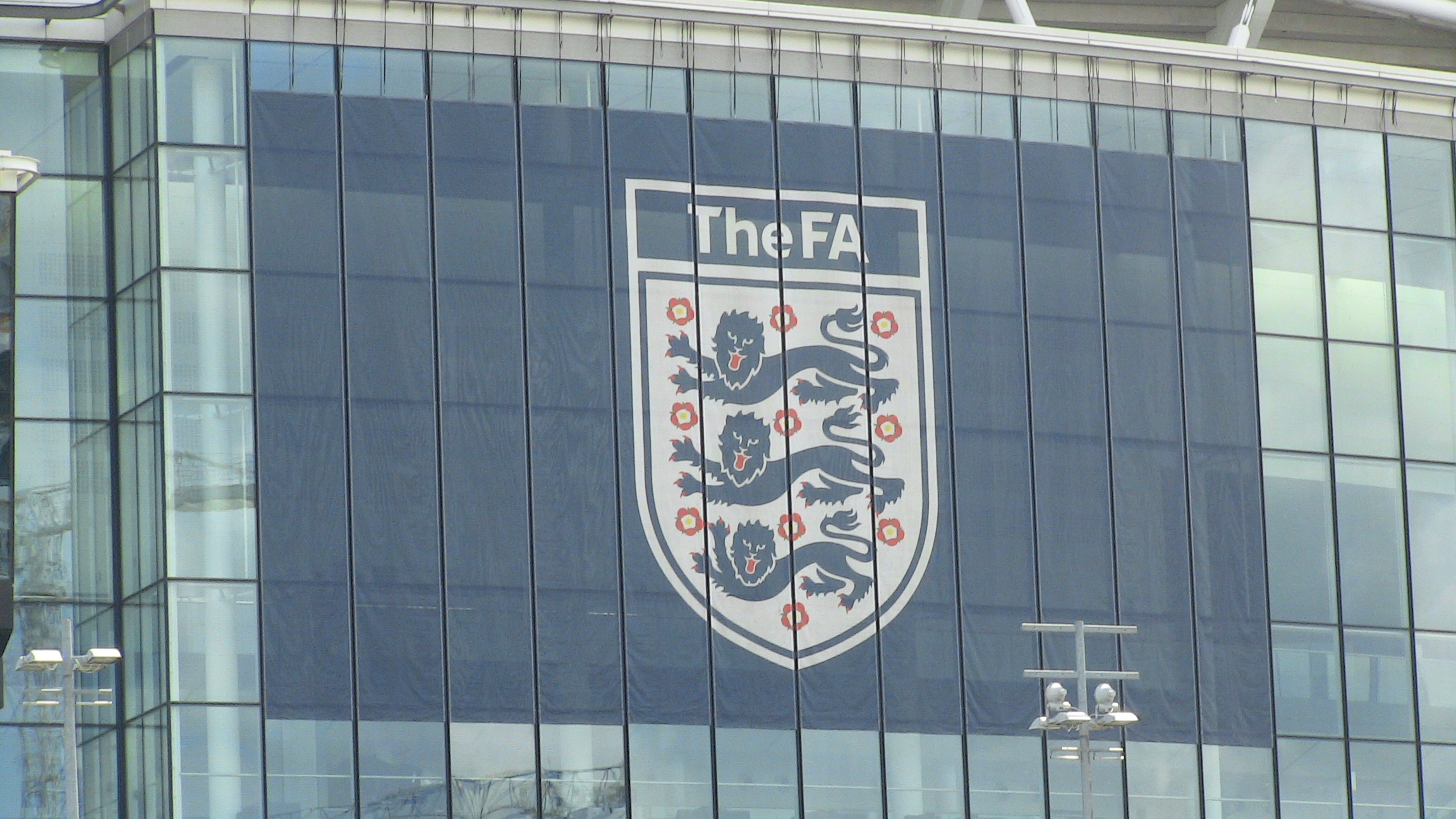
Logo của cơ quan quản lý bóng đá Anh, FA, được hiển thị trên mặt ngoài của Sân vận động Wembley

Được Hiệp hội bóng đá Anh (cơ quan quản lý của bóng đá Anh) sở hữu sân vận động, đội tuyển bóng đá quốc gia Anh là đối tượng sử dụng chính của sân Wembley. Năm 2007, trận chung kết Cúp Liên đoàn được chuyển trở lại Wembley từ Cardiff sau trận chung kết Cúp FA và Siêu cúp Anh. Các trận đấu bóng đá hấp dẫn khác đã được tổ chức trước đây tại Wembley, chẳng hạn như trận play-off thăng hạng Football League và trận chung kết EFL Trophy, đã trở lại sân vận động. Ngoài ra, trận chung kết play-off Conference National (nay là National League) được tổ chức tại Wembley từ năm 2007 và trận chung kết FA Women's Cup từ năm 2015.

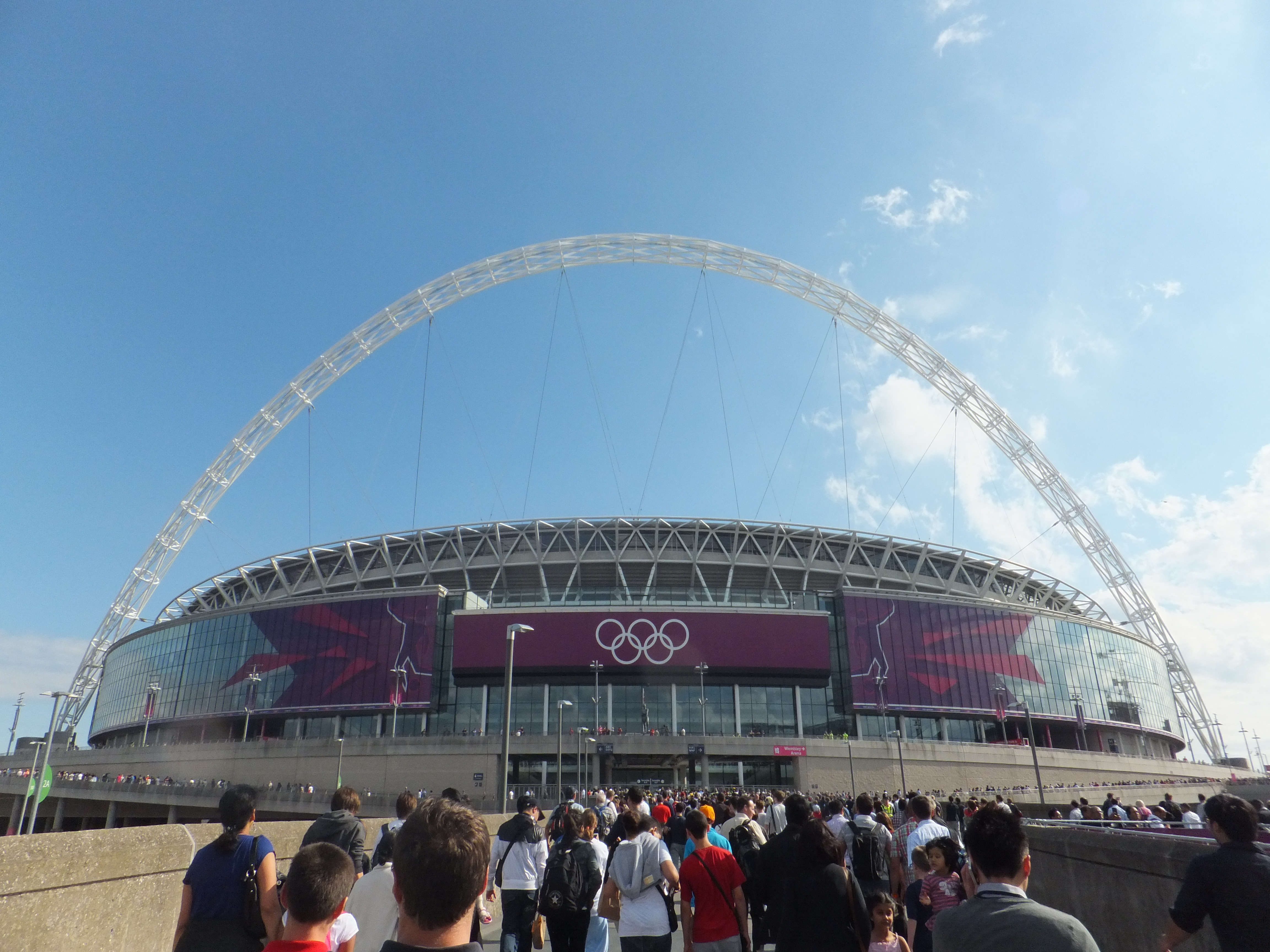
Sân vận động Wembley trong môn bóng đá Thế vận hội Olympic London 2012

Sân Wembley mới là một phần quan trọng trong kế hoạch tổ chức Thế vận hội Mùa hè 2012 tại Luân Đôn; sân vận động là nơi diễn ra một số trận đấu ở cả môn bóng đá nam và nữ, với các trận chung kết được tổ chức ở đó. Các văn phòng của FA tại Sân vận động Wembley, với các khu vực xã hội và phòng họp, được thiết kế bởi kiến trúc sư Gebler Tooth - người cũng chịu trách nhiệm về Team GB House tại Thế vận hội London 2012.
Ngoài ra, trận chung kết rugby league Challenge Cup trở lại Sân vận động Wembley vào năm 2007 và sân vận động này cũng đã tổ chức cả hai trận bán kết của Giải vô địch rugby league thế giới 2013. Wembley là một trong 13 địa điểm tổ chức Giải vô địch bóng bầu dục thế giới 2015.
Race of Champions đã tổ chức các sự kiện năm 2007 và 2008 của họ tại sân vận động.
Tottenham Hotspur đã đồng ý với các nhà điều hành (Wembley National Stadium Ltd) để sử dụng sân vận động này cho tất cả các trận đấu ở châu Âu của họ trong mùa giải 2016-17, trước khi sử dụng sân vận động này cho cả mùa giải 2017-18. Họ cũng chơi hầu hết các trận sân nhà của họ trong mùa giải 2018-19 tại Wembley và tiếp tục cho đến tháng 4 năm 2019 khi họ chuyển đến sân vận động mới.

### Các sự kiện hằng năm
Sân vận động Wembley thường tổ chức một loạt các sự kiện hằng năm từ năm này qua năm khác trong những trường hợp bình thường. Những sự kiện này bao gồm các môn thể thao bóng đá, rugby league và bóng bầu dục Mỹ.
| Sự kiện                                                                                          | Ngày gần đúng                                                            |
| ------------------------------------------------------------------------------------------------ | ------------------------------------------------------------------------ |
| Chung kết Cúp EFL                                                                                | Chủ nhật tuần đầu tiên của tháng 3                                       |
| Các trận đấu trên sân nhà của đội tuyển bóng đá quốc gia Anh trong lịch thi đấu quốc tế tháng 3  | Thứ năm tuần thứ 4 đến thứ ba tuần thứ 5 của tháng 3                     |
| Chung kết EFL Trophy                                                                             | Chủ nhật tuần thứ 3/4 của tháng 3 hoặc Chủ nhật tuần thứ 1/2 của tháng 4 |
| Vòng bán kết Cúp FA                                                                              | Cuối tuần đầu tiên của tháng 4                                           |
| Chung kết FA Women's Cup                                                                         | Thứ bảy tuần đầu tiên của tháng 5                                        |
| Chung kết Cúp FA                                                                                 | Thứ bảy tuần thứ 3 của tháng 5                                           |
| Chung kết FA Trophy                                                                              | Chủ nhật tuần thứ 3 của tháng 5                                          |
| Chung kết FA Vase                                                                                | Chủ nhật tuần thứ 3 của tháng 5                                          |
| Vòng chung kết National League và play-off EFL                                                   | Giữa/Cuối tháng 5                                                        |
| Chung kết Challenge Cup                                                                          | Thứ bảy tuần cuối cùng của tháng 8                                       |
| Siêu cúp Anh và FA Women's Community Shield                                                      | Thứ bảy tuần đầu tiên của tháng 8 (cả hai trận đấu)                      |
| Các trận đấu trên sân nhà của đội tuyển bóng đá quốc gia Anh trong lịch thi đấu quốc tế tháng 9  | Thứ năm tuần đầu tiên đến thứ ba tuần thứ 2 của tháng 9                  |
| Các trận đấu trên sân nhà của đội tuyển bóng đá quốc gia Anh trong lịch thi đấu quốc tế tháng 10 | Thứ năm tuần thứ 2 đến thứ ba tuần thứ 3 của tháng 10                    |
| NFL International Series                                                                         | Giữa đến cuối tháng 10                                                   |
| NASL International Series                                                                        | Tháng 8                                                                  |
| Các trận đấu trên sân nhà của đội tuyển bóng đá quốc gia Anh trong lịch thi đấu quốc tế tháng 11 | Thứ năm tuần thứ 3 đến thứ ba tuần thứ 4 của tháng 11                    |

### Bóng đá

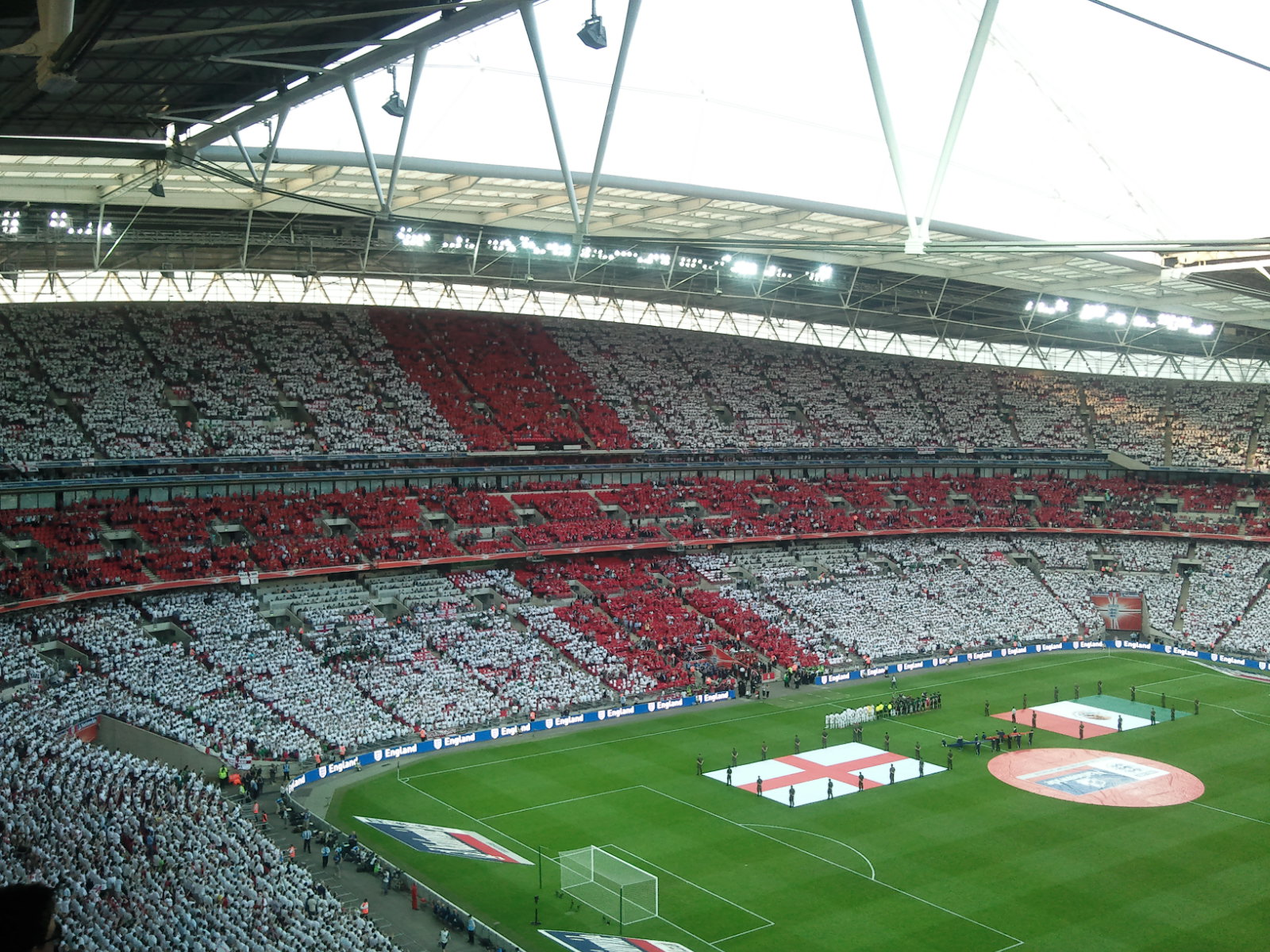
Người hâm mộ đội tuyển bóng đá quốc gia Anh biểu diễn Thánh giá St George

Trận đấu đầu tiên tại sân vận động là một trận đấu diễn ra sau những cánh cửa đóng kín giữa các nhân viên sân vận động Multiplex và Wembley. Trận đấu đầu tiên trước khán giả là giữa Geoff Thomas Foundation Charity XI và Wembley Sponsors Allstars vào ngày 17 tháng 3 năm 2007. Geoff Thomas Foundation Charity XI thắng 2–0 (người ghi bàn là Mark Bright và Simon Jordan). Trận đấu chính thức đầu tiên có sự tham gia của các cầu thủ chuyên nghiệp là giữa U21 Anh và U21 Ý vào ngày 24 tháng 3 năm 2007, kết quả là 3–3. Số lượng khán giả chính thức là 55.700 người (mặc dù tất cả 60.000 vé có sẵn đã được bán trước). Cầu thủ đầu tiên ghi bàn trong một trận đấu do FIFA công nhận là tiền đạo người Ý Giampaolo Pazzini sau 28 giây của cùng một trận đấu; anh cũng đã ghi hat-trick đầu tiên tại Wembley. Cầu thủ người Anh đầu tiên ghi bàn trong một trận đấu toàn diện là David Bentley với một quả đá phạt trực tiếp trong cùng một trận đấu.

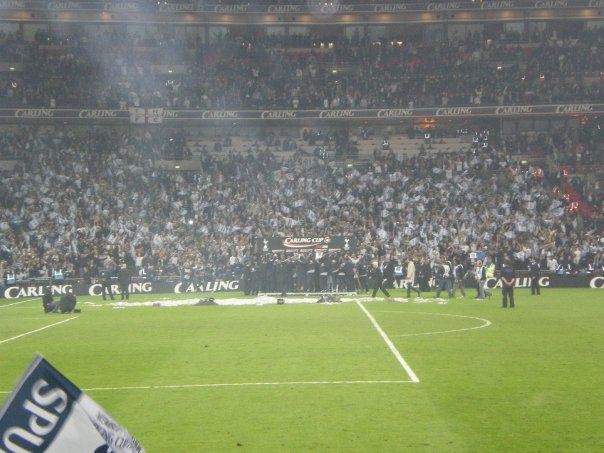
Tottenham Hotspur ăn mừng chức vô địch Cúp Liên đoàn Anh trước Chelsea vào năm 2008

Trận đấu câu lạc bộ đầu tiên, trận đấu tại giải đấu và trận chung kết cúp được tổ chức tại Wembley mới diễn ra vào ngày 12 tháng 5 năm 2007 khi Kidderminster Harriers gặp Stevenage Borough trong trận chung kết FA Trophy. Tiền đạo James Constable của Kidderminster là cầu thủ đầu tiên ghi được bàn thắng trong trận chung kết tại Wembley mới. Kidderminster trở thành đội đầu tiên thi đấu tại cả sân vận động cũ và mới. Stevenage Borough là đội đầu tiên giành chiến thắng trong trận chung kết tại Wembley mới khi đánh bại Kidderminster với tỷ số 3–2, mặc dù đã bị dẫn trước 2–0 trong hiệp một. Những cầu thủ đầu tiên chơi ở cả sân vận động Wembley cũ và mới là Steve Guppy (cho Stevenage Borough) và Jeff Kenna (cho Kidderminster Harriers). Cựu tuyển thủ Anh, Guppy cũng là cầu thủ đầu tiên giành chiến thắng trong trận chung kết ở cả hai sân (với Wycombe Wanderers và Leicester City ở Wembley cũ, sau đó là Stevenage Borough ở sân mới). Ronnie Henry là cầu thủ đầu tiên từng nâng cao danh hiệu giải đấu câu lạc bộ tại Wembley mới.

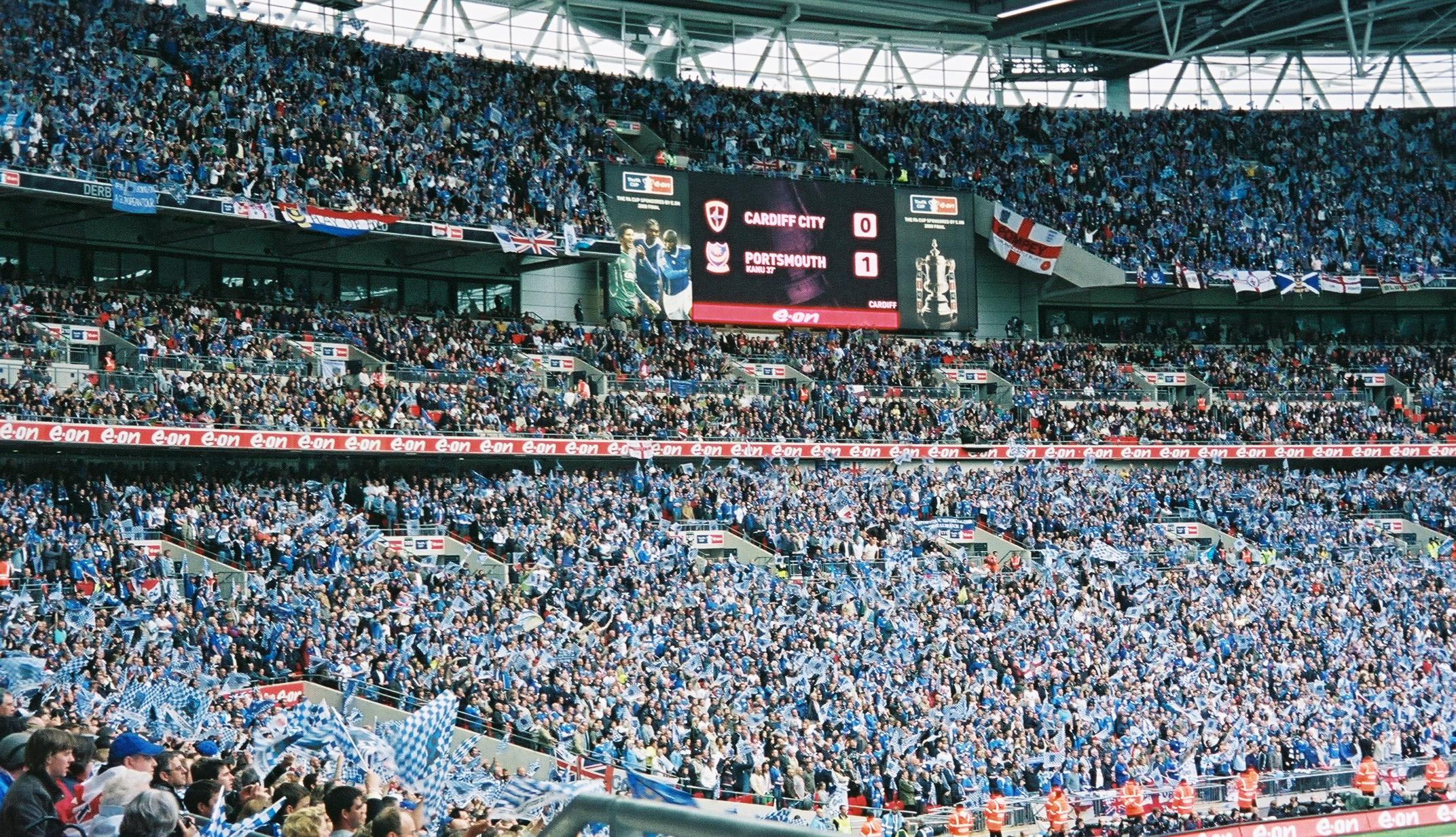
Người hâm mộ Portsmouth ăn mừng chức vô địch Cúp FA trước Cardiff City vào năm 2008. 89.974 người đã dự khán trận đấu đó, trở thành trận đấu có số lượng khán giả bóng đá lớn nhất trong lịch sử sân Wembley mới.

Pha cản phá phạt đền đầu tiên và thẻ đỏ đầu tiên đến trong trận chung kết play-off của Conference National giữa Exeter City và Morecambe. Quả phạt đền được Paul Jones của Exeter City cản phá từ tiền đạo Wayne Curtis của Morecambe. Thẻ đỏ được dành cho Matthew Gill của Exeter vì hành vi húc đầu vào Craig Stanley của Morecambe.
Các đội đầu tiên của Football League thi đấu tại Wembley trong một trận đấu tại giải đấu là Bristol Rovers và Shrewsbury Town trong trận chung kết play-off Football League Two 2007 vào ngày 26 tháng 5 năm 2007. Shrewsbury Town trở thành đội đầu tiên ghi bàn tại Wembley qua bàn thắng của Stewart Drummond, họ cũng là đội đầu tiên của giải đấu có một cầu thủ bị đuổi khỏi sân, trong trường hợp này - Marc Tierney. Bristol Rovers đã giành chiến thắng 3–1 trước 61.589 khán giả, đây là kỷ lục sân vận động cho đến trận chung kết play-off Championship hai ngày sau đó khi Derby County đánh bại West Bromwich Albion với tỷ số 1–0 để trở thành đội đầu tiên tại sân vận động mới giành quyền thăng hạng FA Premier League.
Trận chung kết Cúp FA đầu tiên tại Wembley mới (giữa Manchester United và Chelsea) diễn ra vào ngày 19 tháng 5 năm 2007, với 89.826 khán giả. Chelsea thắng 1–0 nhờ bàn thắng của Didier Drogba, khiến anh trở thành cầu thủ đầu tiên ghi bàn trong trận chung kết Cúp FA tại Wembley mới - cầu thủ đầu tiên (và tính đến năm 2018, là cầu thủ duy nhất) ghi bàn trong 4 trận chung kết Cúp FA riêng biệt, Drogba cũng giữ kỷ lục ghi nhiều bàn thắng nhất tại Wembley mới với tám bàn. Thủ thành Petr Čech của Chelsea cũng trở thành thủ môn đầu tiên không để thủng lưới trong một trận đấu thi đấu tại Wembley. Chelsea là những người chiến thắng cuối cùng trong trận chung kết cúp tại Wembley cũ và những người chiến thắng đầu tiên ở sân mới.

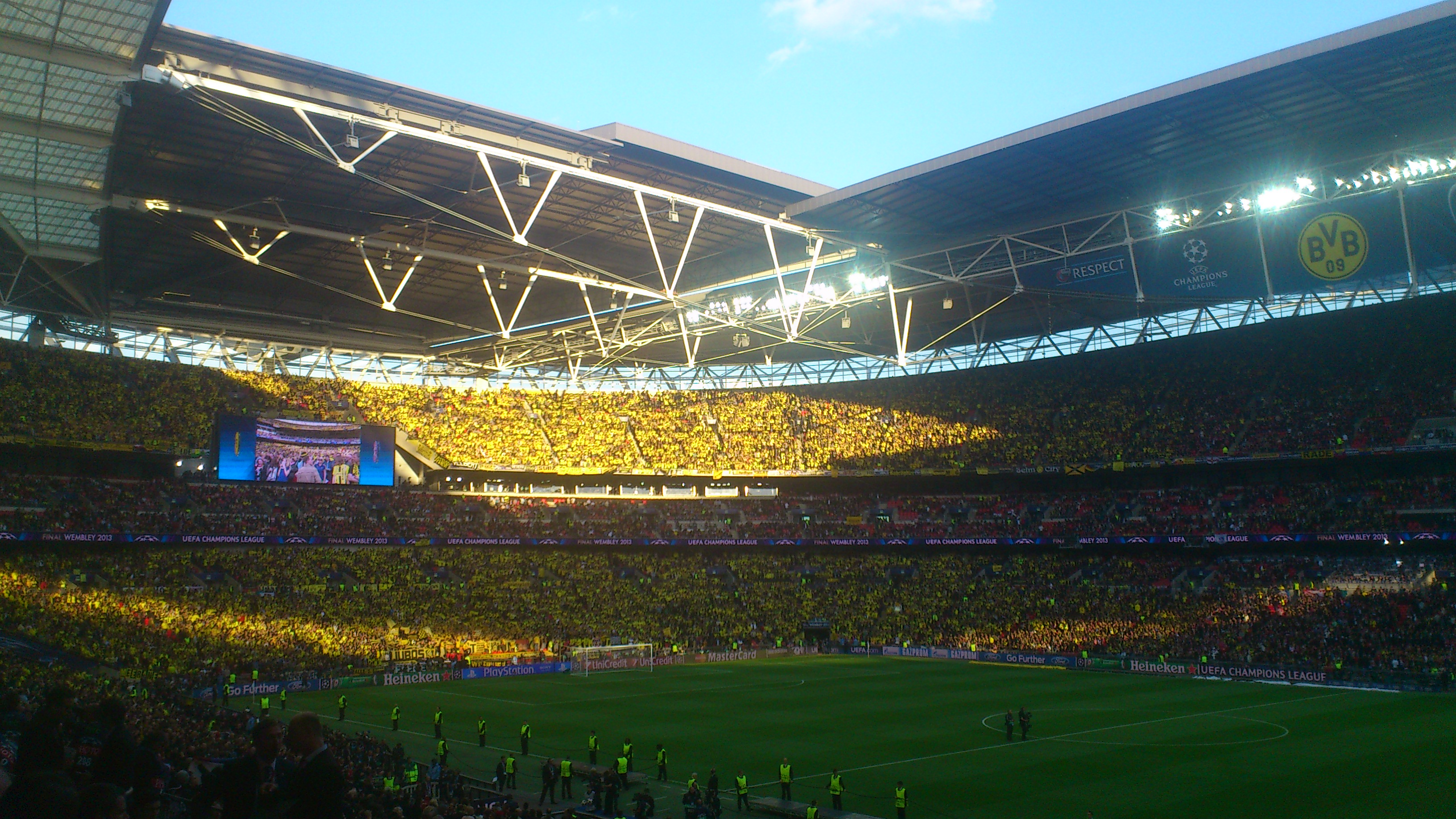
Wembley tổ chức trận chung kết UEFA Champions League 2013 giữa Bayern München và Borussia Dortmund

Trận đấu đầu tiên có sự tham gia của đội tuyển bóng đá quốc gia Anh là trận giao hữu với Brasil vào ngày 1 tháng 6 năm 2007. Trận đấu chứng kiến đội trưởng John Terry trở thành cầu thủ ghi bàn thắng đầu tiên cho đội tuyển Anh tại sân vận động mới khi anh ghi bàn ở phút 68. Diego trở thành cầu thủ quốc tế đầu tiên ghi bàn cho đội khách khi anh ghi bàn ở phút bù giờ, với kết quả toàn trận là hòa 1–1. Trận đấu quốc tế tại giải đấu đầu tiên được tổ chức vào ngày 8 tháng 9 năm 2007 giữa Anh và Israel. Trận đấu này kết thúc với tỷ số 3–0. Cầu thủ đầu tiên ghi bàn thắng quốc tế ở cả sân cũ và sân mới là Michael Owen khi anh ghi bàn cho đội tuyển Anh trước Israel. Vào ngày 22 tháng 8, Đức đánh bại Anh với tỷ số 2–1 để trở thành đội đầu tiên đánh bại họ trên sân vận động mới. Trận thua đầu tiên của Anh tại sân vận động mới là vào ngày 21 tháng 11 năm 2007 khi Croatia thắng 3–2. Trận đấu này khiến đội tuyển Anh không vượt qua vòng loại Euro 2008 và huấn luyện viên trưởng Steve McClaren mất việc.
Trận chung kết Cúp FA thứ hai được tổ chức tại sân vận động mới diễn ra vào ngày 17 tháng 5 năm 2008, với Portsmouth giành chiến thắng 1–0 trước Cardiff City; Nwankwo Kanu ghi bàn thắng duy nhất. 89.974 khán giả dự khán trận chung kết vẫn là lượng khán giả dự khán bóng đá lớn nhất trong lịch sử sân Wembley mới.
Sân vận động Wembley đã tổ chức trận chung kết UEFA Champions League lần đầu tiên vào ngày 28 tháng 5 năm 2011 khi Barcelona đấu với Manchester United. Sân vận động đã tổ chức trận chung kết UEFA Champions League 2013 giữa Bayern München và Borussia Dortmund, và vào tháng 9 năm 2019, sân được chọn là nơi đăng cai cho trận chung kết UEFA Champions League 2023. Do những điều chỉnh của trận chung kết năm 2020 do đại dịch COVID-19 tại châu Âu gây ra, thay vào đó, sân sẽ diễn ra trận chung kết mùa sau.
Trong Thế vận hội Mùa hè 2012, Vương quốc Anh đã đánh bại Brasil trong giải quốc tế nữ đầu tiên diễn ra tại sân vận động này. Vào ngày 23 tháng 11 năm 2014, đội tuyển nữ Anh đã chơi tại sân vận động lần đầu tiên khi họ thua Đức 3–0 trong một trận giao hữu.
Sân vận động đã tổ chức Giải vô địch bóng đá châu Âu 2020, bao gồm cả ba trận đấu của Anh tại bảng D, hai trận đấu vòng 16 đội, cả hai trận bán kết và trận chung kết. Vào ngày 29 tháng 6 năm 2021, trong trận đấu thuộc vòng 16 đội tại Euro 2020, Anh đã giành chiến thắng 2–0 trước Đức tại Wembley. Đây là chiến thắng đầu tiên trong một trận đấu tại vòng đấu loại trực tiếp của đội tuyển Anh trước kình địch Đức tại một giải đấu bóng đá quốc tế lớn, kể từ trận chung kết World Cup 1966 tại Sân vận động Wembley cũ. Vào ngày 7 tháng 7 năm 2021, trong trận bán kết tại Euro 2020, Anh đã giành chiến thắng 2–1 trước Đan Mạch tại Wembley, giúp đội tuyển Anh có lần đầu tiên giành quyền tham dự trận chung kết giải vô địch bóng đá châu Âu kể từ năm 1966. Vào ngày 11 tháng 7 năm 2021, trong trận chung kết Euro 2020 tại Wembley, Ý đã giành chiến thắng trước đội tuyển Anh.

### Rugby league

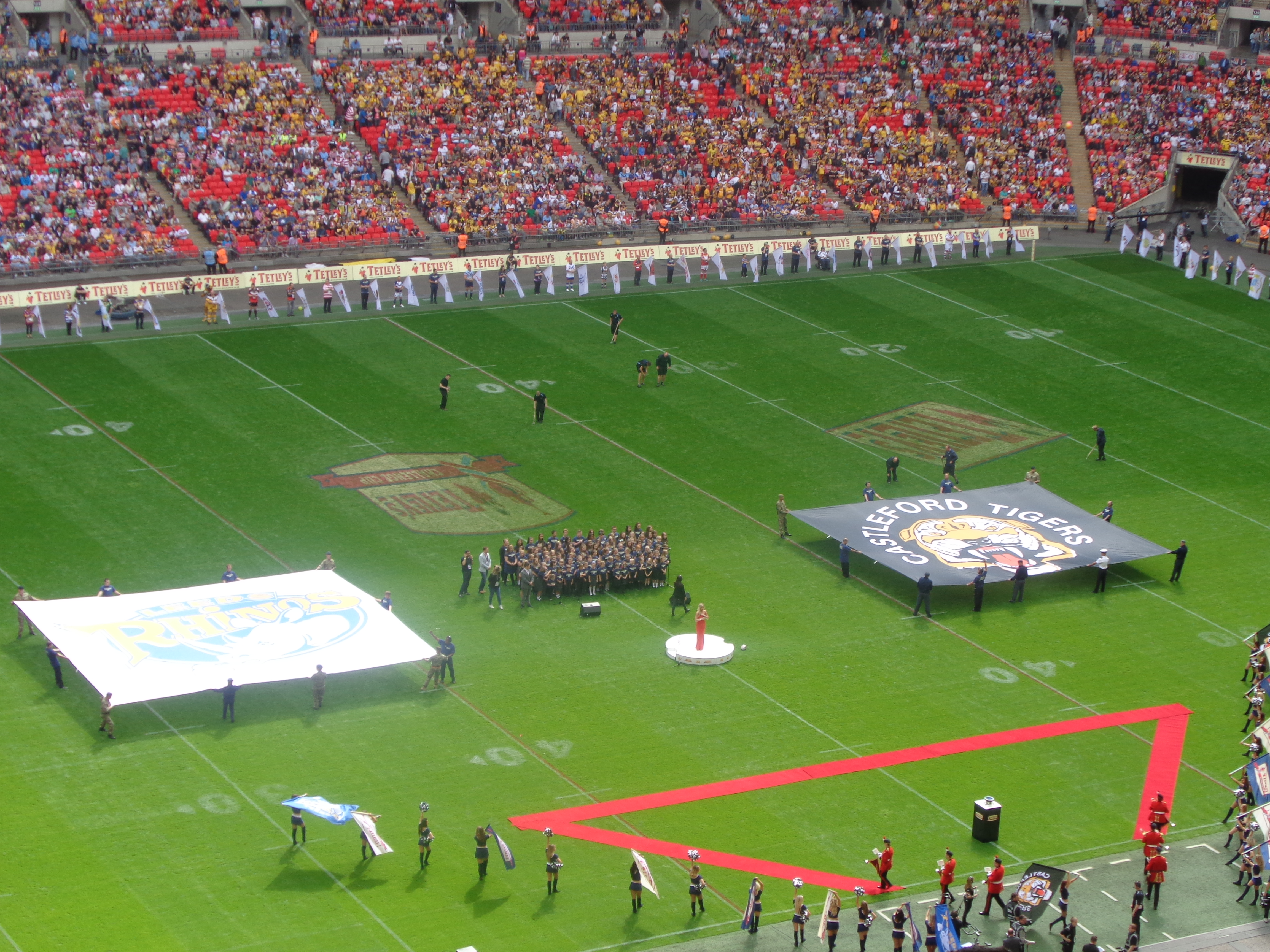
Leeds và Castleford tại chung kết Cúp Challenge 2014.

Trận chung kết rugby league Cúp Challenge được tổ chức hàng năm tại Sân vận động Wembley cũ kể từ năm 1929. Năm 2007, trận chung kết cúp trở lại sân nhà truyền thống của nó sau khi xây dựng lại Wembley. Khi Catalans Dragons đấu với St. Helens trong trận chung kết Cúp Challenge 2007, họ trở thành đội rugby league đầu tiên không phải người Anh góp mặt trong trận chung kết. Kết quả là St Helens bảo vệ thành công cúp với tỷ số 30–8 trước 84.241 người hâm mộ. Đội rugby league đầu tiên thắng một trận đấu tại Sân vận động Wembley mới, là Normanton Freeston. Trường trung học Tây Yorkshire đã đánh bại Trường trung học Castleford trong trận chung kết Carnegie Champion Schools dành cho nam sinh lớp 7, được diễn ra ngay trước trận chung kết Challenge Cup 2007. Lần ghi bàn chính thức đầu tiên tại Wembley đã được tân trang lại được ghi bởi James Roby của St Helens, mặc dù Luke Metcalfe của Trường Trung học Castleford đã ghi bàn trong lần thử đầu tiên trong trận đấu diễn ra trước trận chung kết Challenge Cup năm 2007.
Năm 2011, rugby league quốc tế trở lại Wembley lần đầu tiên kể từ năm 1997 khi Wales thua New Zealand 0–36 và Úc đánh bại nước chủ nhà Anh 36–20 tại Rugby League Four Nations 2011. Các trận bán kết của Giải vô địch rugby league thế giới 2013 được diễn ra tại Sân vận động Wembley, nơi đương kim vô địch New Zealand đánh bại Anh với tỷ số 20–18, và nhà vô địch giải đấu cuối cùng là Úc đánh bại Fiji 64–0. Cú đánh đầu kép đã thu hút 67.575 người hâm mộ đến Wembley, lượng khán giả cao thứ hai cho một trận đấu của rugby league quốc tế tại sân vận động ban đầu hoặc sân vận động mới.
| Năm  | Ngày        | Giải đấu     | Trận đấu | Đội #1      | Kết quả | Đội #2      | Khán giả |
| ---- | ----------- | ------------ | -------- | ----------- | ------- | ----------- | -------- |
| 2011 | 23 tháng 11 | Four Nations | Vòng 2   | Wales       | 0–36    | New Zealand | 42.344   |
| 2011 | 23 tháng 11 | Four Nations | Vòng 2   | Anh         | 20–36   | Úc          | 42.344   |
| 2013 | 5 tháng 11  | World Cup    | Bán kết  | New Zealand | 20–18   | Anh         | 67.545   |
| 2013 | 5 tháng 11  | World Cup    | Bán kết  | Úc          | 64–0    | Fiji        | 67.545   |

Học viện Castleford (trước đây là Trường trung học Castleford) hiện đang giữ kỷ lục về số lần ra sân nhiều nhất trong rugby league tại Sân vận động Wembley mới. Vào ngày 24 tháng 8 năm 2013, đội rugby lớp 7 của họ đã đấu với RGS High Wycombe trong trận đấu hạ màn hàng năm của các trường để vào chung kết Cúp Challenge. Đây là lần xuất hiện thứ 4 của Học viện Castleford tại sân vận động kể từ năm 2007. Điều này đặt họ cùng với Leeds và một lần xuất hiện trước Warrington.

### Rugby union

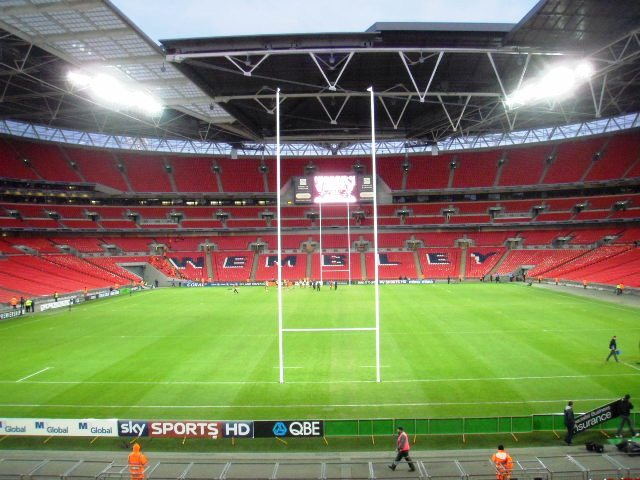
Wembley trong đội hình rugby union, với các cột đứng trước khi Saracens đấu với Worcester Warriors năm 2010.

Trận đấu rugby union cấp cao đầu tiên là trận đấu không chính thức giữa Barbarians và Úc vào ngày 3 tháng 12 năm 2008.
Từ năm 2009 đến năm 2017. Sân vận động đã được Saracens sử dụng thường xuyên cho một số trận đấu lớn của Aviva Premiership, Cúp vô địch rugby châu Âu và quốc tế. Trận đấu Aviva Premiership của họ với Harlequins vào năm 2012 đã được tổ chức trước 83.761 người, một kỷ lục thế giới cho một trận đấu câu lạc bộ của rugby union. Vào năm 2014, các đội đối đầu một lần nữa trước 83.889 khán giả. Trận đấu năm 2015 giữa Saracens và Harlequins đã có một kỷ lục thế giới mới cho một trận đấu câu lạc bộ của rugby union với 84.068 người.
Sân vận động cũng đã được sử dụng trong Giải vô địch bóng bầu dục thế giới 2015, trong đó sân đã tổ chức hai trận đấu pool:
| Năm  | Ngày       | Trận đấu        | Đội #1      | Kết quả | Đội #2    | Khán giả |
| ---- | ---------- | --------------- | ----------- | ------- | --------- | -------- |
| 2015 | 20 tháng 9 | Trận đấu Pool C | New Zealand | 26–16   | Argentina | 89.019   |
| 2015 | 27 tháng 9 | Trận đấu Pool D | Ireland     | 44–10   | România   | 89.267   |

89.019 khán giả đến xem trận đấu giữa New Zealand và Argentina đã lập kỷ lục mới về lượng người tham dự một trận bóng bầu dục World Cup. Trận Ireland gặp Romania một tuần sau đó đã cải thiện kỷ lục này một lần nữa lên 89.267 khán giả. Mặc dù Wembley có 90.000 chỗ ngồi là sân vận động lớn nhất được sử dụng trong Giải vô địch bóng bầu dục thế giới 2015, trận chung kết World Cup được tổ chức tại Sân vận động Twickenham có sức chứa 82.000 chỗ ngồi, sân nhà truyền thống của chủ nhà giải đấu, Liên đoàn bóng bầu dục Anh.

### Bóng bầu dục Mỹ

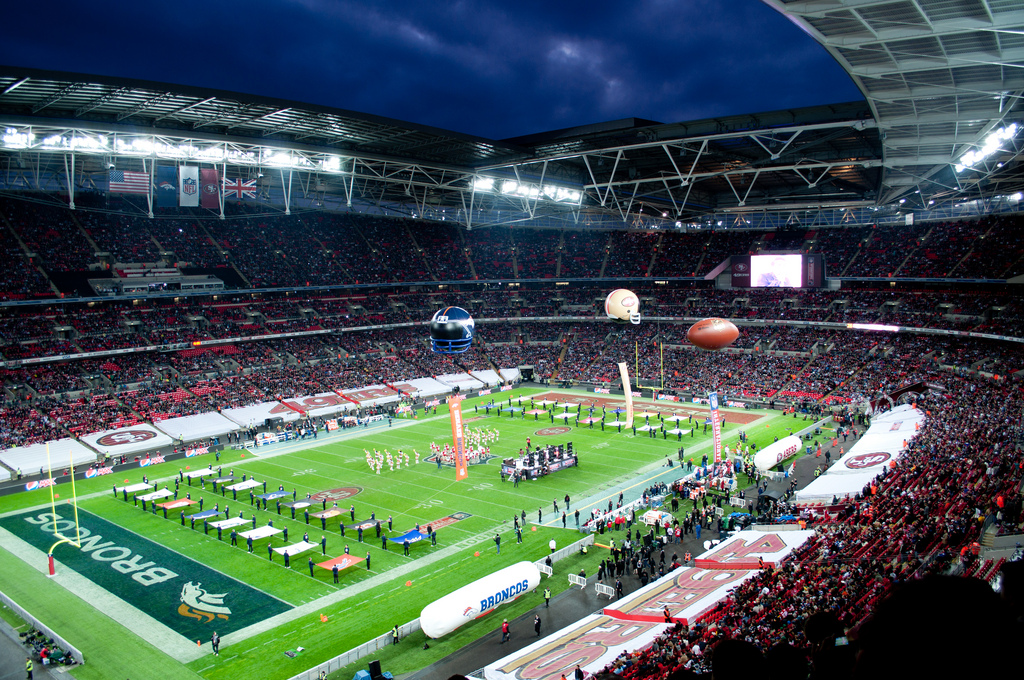
Trước trận đấu năm 2010 giữa Denver Broncos và San Francisco 49ers

Wembley đã có một mối liên hệ lâu dài với bóng bầu dục Mỹ. Một trận đấu của United States Football League đã được tổ chức ở đó vào năm 1984, và từ năm 1986 đến 1993, Sân vận động Wembley cũ đã tổ chức tám trận đấu giao hữu của National Football League với 13 đội NFL khác nhau. Kể từ khi Sân vận động Wembley mới mở cửa vào năm 2007, Wembley đã tổ chức các trận đấu trong suốt mùa giải NFL. Do đó, ủy viên NFL Roger Goodell đã tuyên bố vào tháng 10 năm 2009 rằng "ông ấy hy vọng NFL sẽ bắt đầu diễn ra nhiều trận đấu theo mùa thông thường ở Anh trong vài năm tới, một sự mở rộng có thể dẫn đến việc nhượng quyền thương mại ở Luân Đôn."
Vào ngày 28 tháng 10 năm 2007, trước 81.176 khán giả, New York Giants đã đánh bại Miami Dolphins với tỷ số 13–10 trong trận đấu NFL mùa giải thường xuyên đầu tiên từng được chơi ở châu Âu và là trận đầu tiên bên ngoài Bắc Mỹ. Pha chạm bóng đầu tiên ghi được tại Wembley là do hậu vệ Eli Manning của Giants thực hiện. NFL đã tổ chức ít nhất một trận đấu mùa giải thường xuyên mỗi năm tại Wembley kể từ đó.
Vào ngày 20 tháng 1 năm 2012, liên đoàn thông báo rằng St. Louis Rams sẽ trở thành người thuê tạm thời của Sân vận động Wembley, chơi một trận thường niên tại sân vận động này hàng năm từ 2012 đến 2014; một phần lý do khiến Rams được chọn là do đội thuộc sở hữu của Stan Kroenke, người cũng là cổ đông lớn của một đội Premier League địa phương, Arsenal. Tuy nhiên, Rams sau đó đã hủy các trận đấu mùa giải 2013-2014 của họ, dẫn đến việc Jacksonville Jaguars trở thành người thuê tạm thời mới và tổ chức trận đấu ở Luân Đôn từ năm 2013 đến năm 2016.
Vào ngày 16 tháng 10 năm 2012, NFL đã thông báo rằng sẽ có hai trận đấu mùa giải thường xuyên của NFL được chơi tại Sân vận động Wembley trong mùa giải 2013. Pittsburgh Steelers đấu với Minnesota Vikings vào ngày 29 tháng 9 năm 2013 và San Francisco 49ers đấu với Jacksonville Jaguars vào ngày 27 tháng 10 năm 2013. Đây là một nỗ lực của NFL nhằm tăng cường cơ sở người hâm mộ NFL ở Luân Đôn và quốc tế. Các kế hoạch trong tương lai để có một đội NFL thường trực ở Luân Đôn đã được đề xuất.
Một trận đầu tiên khác được ghi nhận vào năm 2014 khi ba trận NFL mùa giải thường xuyên được tổ chức tại Wembley. Oakland Raiders có trận đấu với Miami Dolphins vào ngày 28 tháng 9 lúc 6 giờ chiều BST, Atlanta Falcons có trận đấu với Detroit Lions vào ngày 26 tháng 10 lúc 1:30 chiều GMT và Jacksonville Jaguars có trận đấu với Dallas Cowboys vào ngày 9 tháng 11 lúc 6 giờ chiều GMT. Vào lúc 9:30 sáng theo giờ ET, trận đấu Detroit-Atlanta là trận đấu bắt đầu sớm nhất trong lịch sử NFL và mang đến cho người hâm mộ một cửa sổ bốn trận đấu duy nhất vào ngày này. Vào năm 2015, một trận đấu đầu tiên khác đã diễn ra khi trận đấu đầu tiên giữa các sư đoàn diễn ra tại Wembley giữa Miami Dolphins và New York Jets thuộc Hội nghị bóng bầu dục Mỹ - Bộ phận miền Đông.
Vào ngày 30 tháng 10 năm 2016, lần đầu tiên trong một trận đấu NFL diễn ra bên ngoài Hoa Kỳ, trận đấu được chuyển sang hiệp phụ và sau đó kết thúc với tỷ số hòa (trận đầu tiên khác cho cả Wembley và London Game) trong trận đấu vòng 8 giữa Washington Redskins và Cincinnati Bengals. Tỷ số cuối cùng là 27–27.
Hợp đồng của Jaguars được gia hạn đến năm 2020 và đội sẽ trở thành đội đầu tiên tổ chức hai trận đấu tại Luân Đôn vào năm 2020. Hai trận đấu của Jacksonville Jaguars dự kiến chơi vào mùa thu năm 2020, đã bị hủy vào tháng 5 năm 2020, tức là Jaguars chỉ thi đấu các trận đấu hàng năm tại Wembley cho đến năm 2019.

### Quyền Anh
Vào ngày 31 tháng 5 năm 2014, Sân vận động Wembley đã tổ chức sự kiện quyền anh đầu tiên của mình, có trận tái đấu giữa Carl Froch và George Groves để tranh đai hạng siêu trung IBF và WBA. Cuộc thi được tổ chức trước 80.000 khán giả, một kỷ lục khán giả sự kiện quyền anh thời hậu chiến của người Anh, vượt qua số lượng khán giả tại Sân vận động Thành phố Manchester khi tổ chức trận đấu giữa Ricky Hatton và Juan Lazcano vào tháng 5 năm 2008.
Trận đấu tranh đai vô địch hạng nặng Hiệp hội Quyền Anh Thế giới và Liên đoàn quyền anh quốc tế giữa Anthony Joshua và Wladimir Klitschko đã phá vỡ kỷ lục khán giả vào ngày 29 tháng 4 năm 2017, với số lượng khán giả khoảng 90.000 người. Joshua vào năm 2018 cũng đã đấu với Alexander Povetkin tại sân vận động.

## Âm nhạc

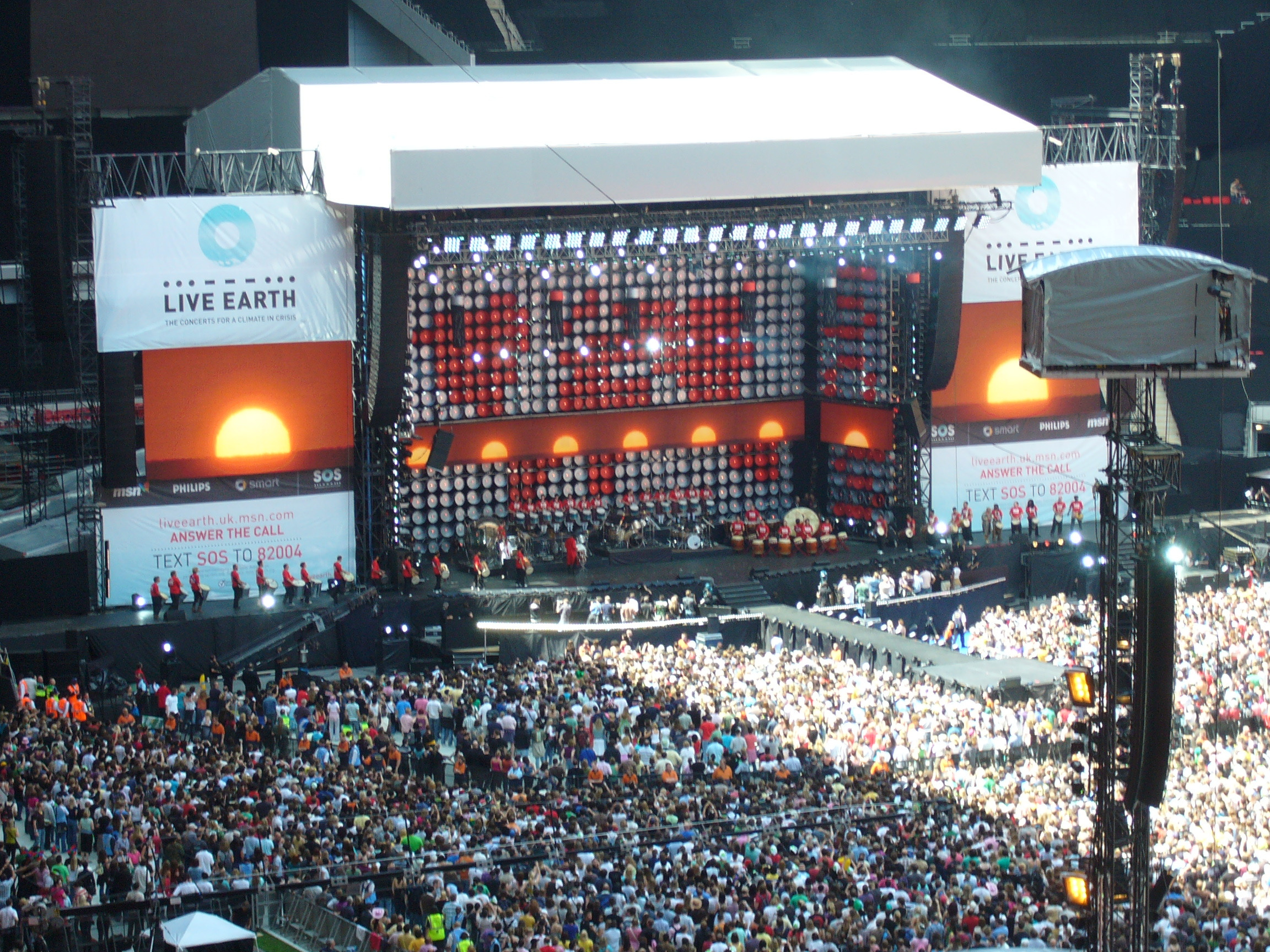
Sân khấu tại buổi hòa nhạc Live Earth tổ chức tại Wembley vào ngày 7 tháng 7 năm 2007.

Ngoài bóng đá, Wembley có thể được cấu hình để tổ chức các sự kiện khác, đặc biệt là các buổi hòa nhạc lớn. Điều này được thiết kế ngay từ đầu để cung cấp kinh phí xây dựng sân vận động mới.
Buổi hòa nhạc đầu tiên tại sân vận động mới được tổ chức bởi George Michael vào ngày 9 tháng 6 năm 2007. Bon Jovi, nghệ sĩ cuối cùng biểu diễn tại Wembley cũ, được lên kế hoạch là những nghệ sĩ đầu tiên biểu diễn tại Wembley mới nhưng việc hoàn thành muộn sân vận động đã khiến các buổi hòa nhạc được chuyển đến National Bowl và Sân vận động KC.

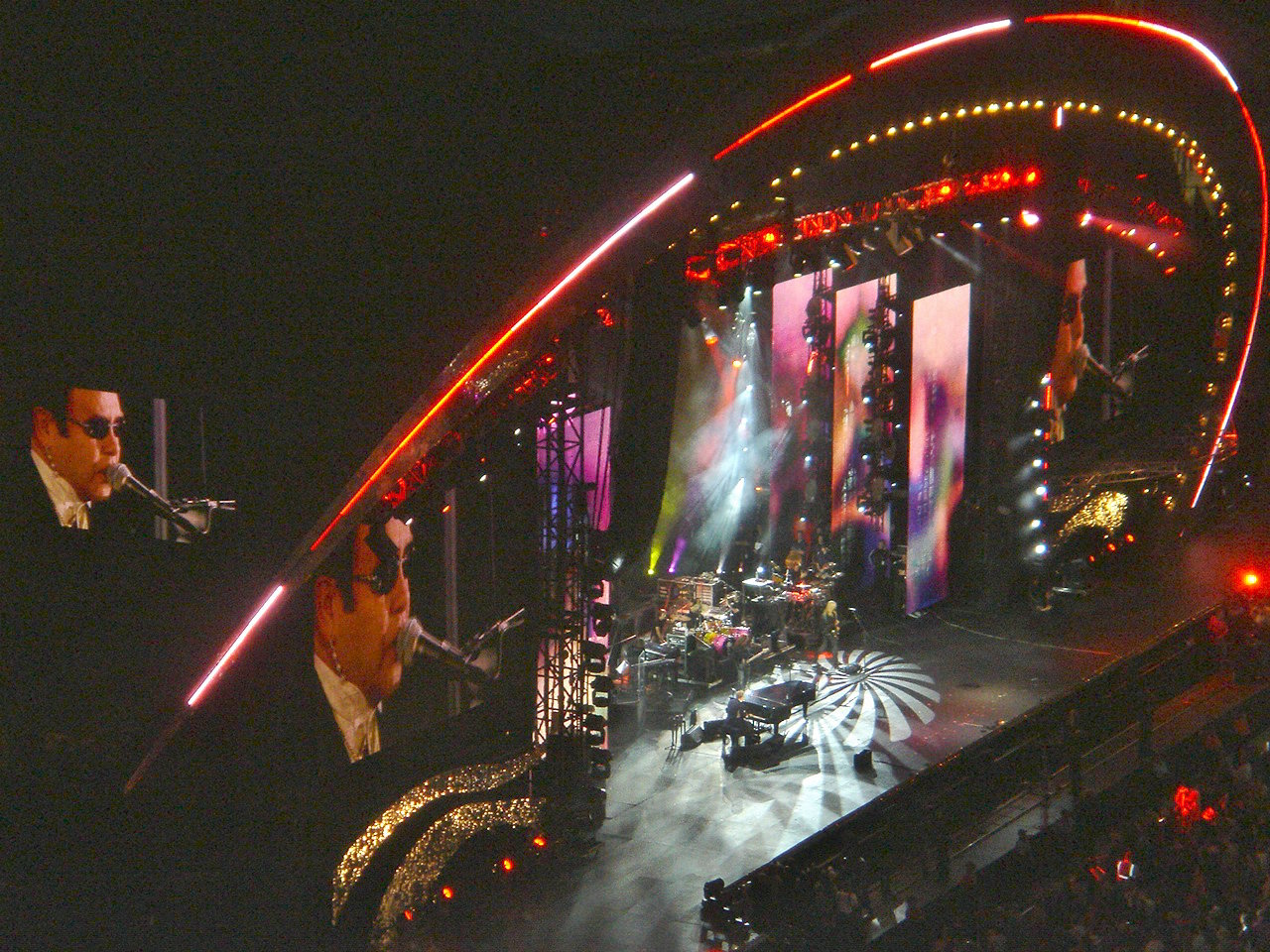
Elton John chơi piano tại Buổi hòa nhạc dành cho Diana tại Wembley vào ngày 1 tháng 7 năm 2007, tưởng nhớ Vương phi Diana

Muse trở thành ban nhạc đầu tiên bán hết vé tại sân vận động mới vào ngày 16 và 17 tháng 6 năm 2007, và phát hành một DVD trực tiếp của buổi biểu diễn. Các nghệ sĩ khác đã biểu diễn tại sân vận động là Adele, Metallica, One Direction, U2, The Killers, Green Day, Foo Fighters, Eminem, Madonna, Taylor Swift, Beyoncé, Coldplay, Oasis, Take That, BTS và AC/DC. Wembley đã tổ chức Take That Present: The Circus Live trong bốn đêm vào mùa hè năm 2009. Chuyến lưu diễn đã trở thành chuyến lưu diễn bán chạy nhất ở Anh trong lịch sử trước khi kỷ lục đó bị Take That phá vỡ hai năm sau đó với chuyến lưu diễn Progress Live của họ.
Vào tuần đầu tiên của tháng 7 năm 2007, hai buổi hòa nhạc từ thiện lớn đã được tổ chức tại sân vận động Wembley mới, Buổi hòa nhạc dành cho Diana, một buổi hòa nhạc tưởng niệm 10 năm kể từ cái chết của Vương phi Diana và kỷ niệm sinh nhật lần thứ 46 của bà, và Live Earth, một buổi hòa nhạc được tổ chức tại Wembley như một phần của Live Earth Foundation, cam kết chống lại biến đổi khí hậu.

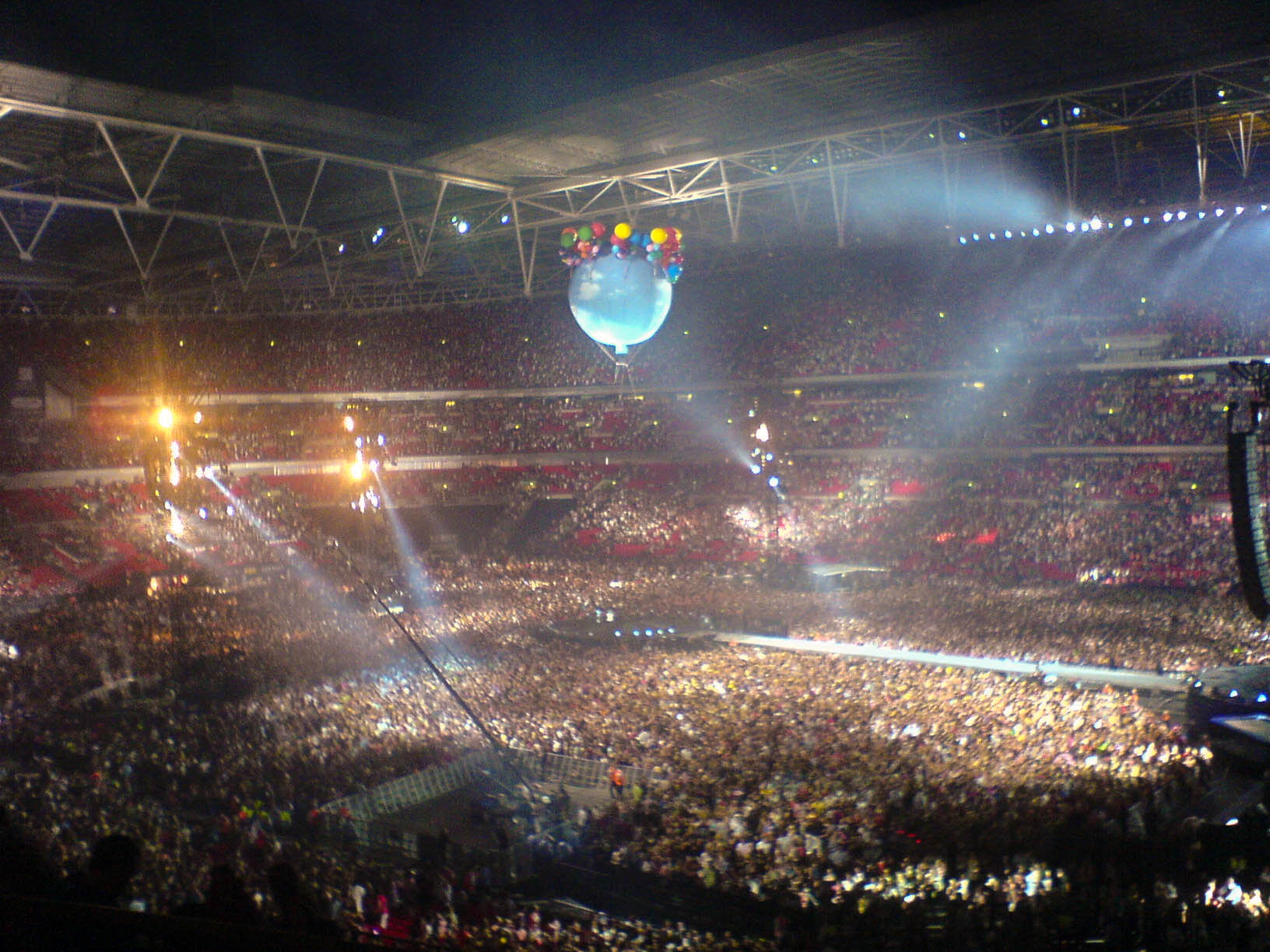
Buổi hòa nhạc của Take That vào năm 2009

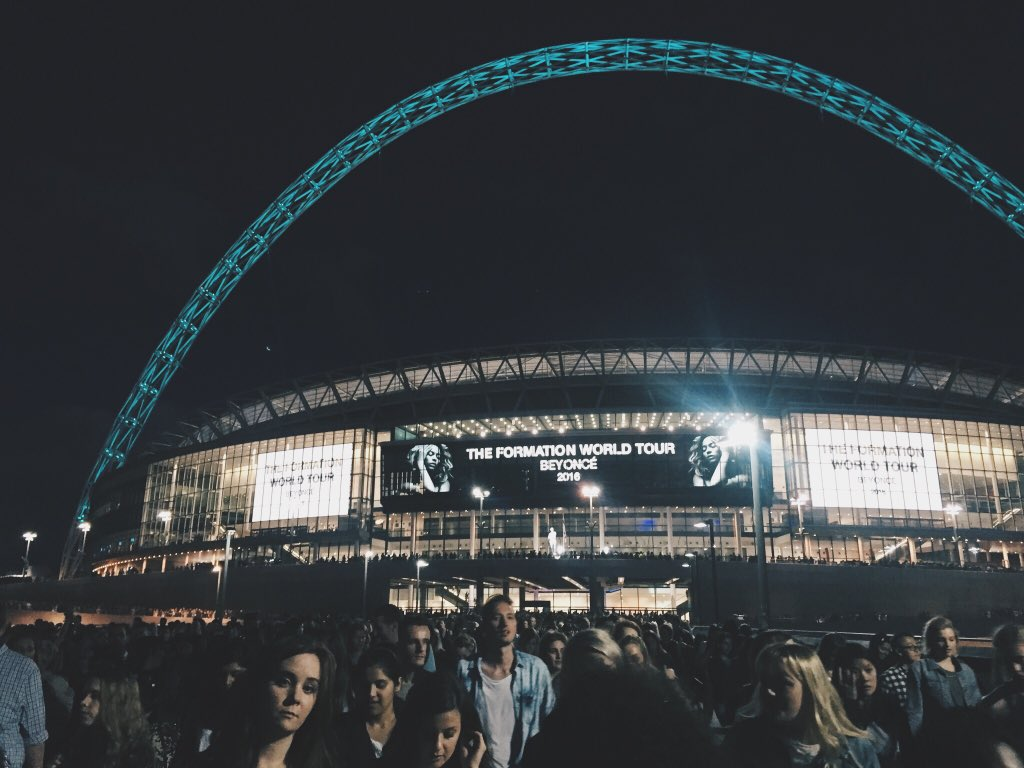
Mặt ngoài của Wembley, sau buổi hòa nhạc của Beyoncé trong The Formation World Tour.

Summertime Ball của Capital FM 95.8, trước đó đã được tổ chức với 55.000 khán giả tại Sân vận động Emirates Arsenal và ít hơn một chút ở Công viên Hyde (với Party in the Park), được tổ chức tại Sân vận động Wembley vào ngày 6 tháng 6 năm 2010, và được Rihanna và Usher đứng đầu. Việc chuyển đến Wembley cho phép nhiều người hâm mộ hơn đến xem sự kiện âm nhạc thường niên trước đó kéo dài hơn 5 giờ với hơn 15 nghệ sĩ biểu diễn. Nó đã trở lại sân vận động hàng năm kể từ đó, thường là vào đầu tháng 6. Ban nhạc rock Green Day tiếp tục chuyến lưu diễn vòng quanh thế giới của họ, biểu diễn tại Wembley vào ngày 19 tháng 6 năm 2010. Buổi biểu diễn là lượng khán giả lớn nhất của Green Day với hơn 90.000 người. The Killers đã biểu diễn một bài hát được viết riêng cho Sân vận động Wembley: Bài hát Wembley. Brandon Flowers, ca sĩ chính của The Killers cho biết "Chúng tôi đã viết một bài hát cho dịp vui này." Và tiếp tục hát về một số khoảnh khắc tuyệt vời của Wembley, lịch sử của nó từ Tháp Đôi cho đến mái vòm ngày nay.
Muse trở lại Sân vận động Wembley vào ngày 10 và 11 tháng 9 năm 2010 như một phần của chuyến lưu diễn Resistance Tour của họ cho một buổi biểu diễn cháy vé, trước đó đã chơi ở đó vào tháng 6 năm 2007. Madonna đã biểu diễn tại Wembley vào năm 2008 trong chuyến lưu diễn Sticky & Sweet Tour của cô, cho 74.000 khán giả. Sự kiện đã vượt qua tất cả tổng doanh thu cho một buổi hòa nhạc duy nhất tại Wembley, thu về gần 12 triệu đô la Mỹ. Take That đã biểu diễn kỷ lục 8 đêm tại Sân vận động Wembley vào mùa hè năm 2011 trong chuyến lưu diễn Progress Live của họ, đây đã trở thành chuyến lưu diễn bán chạy nhất và nhanh nhất trong lịch sử Vương quốc Anh.

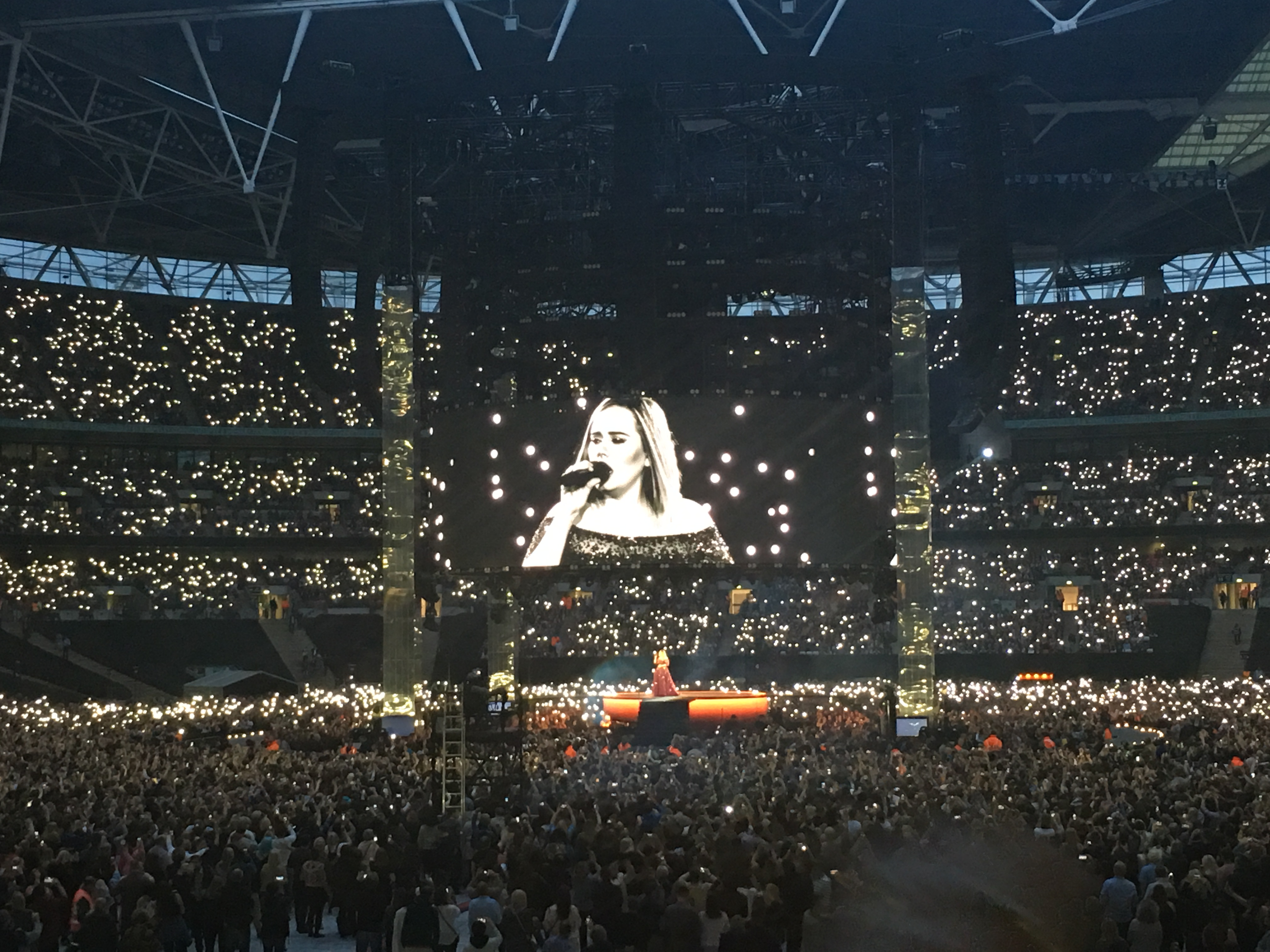
Adele tại sân vận động Wembley vào tháng 6 năm 2017. Buổi hòa nhạc của Adele vào ngày 28 tháng 6 có sự tham gia của 98.000 người hâm mộ, một kỷ lục sân vận động cho một sự kiện âm nhạc ở Anh.

Thế vận hội có nghĩa là không có buổi hòa nhạc nào diễn ra tại Wembley vào mùa hè năm 2012, với các chương trình lớn khác diễn ra ở những nơi khác. Vào mùa hè năm 2013, có bảy chương trình lớn. Người đầu tiên biểu diễn tại địa điểm là Bruce Springsteen, người đã chơi buổi diễn đầu tiên của mình tại sân vận động mới vào ngày 15 tháng 6. Một tuần sau, ban nhạc rock The Killers biểu diễn chương trình nổi bật nhất của họ tại địa điểm vào ngày 22 tháng 6. Robbie Williams sau đó đã biểu diễn bốn buổi hòa nhạc solo tại sân vận động vào ngày 29 và 30 tháng 6, và vào ngày 2 và 5 tháng 7 sau khi biểu diễn trước đó với Take That tại sân vận động vào năm 2011. Buổi biểu diễn cuối cùng của mùa hè đã chứng kiến tay guitar bass Roger Waters của Pink Floyd biểu diễn tại địa điểm vào ngày 14 tháng 9 trong khuôn khổ chuyến lưu diễn The Wall Live. Vào ngày 10–12 tháng 7 năm 2015, Ed Sheeran biểu diễn ba buổi diễn cháy vé tại Wembley trong khuôn khổ chuyến lưu diễn vòng quanh thế giới của anh. Buổi hòa nhạc đã được ghi lại và phát sóng vào ngày 16 tháng 8 năm 2015 trên NBC; chương trình đặc biệt kéo dài một giờ Ed Sheeran – Live at Wembley Stadium cũng bao gồm cảnh hậu trường.
Beyoncé đã biểu diễn 2 buổi diễn cháy vé trong The Formation World Tour của cô. Với buổi biểu diễn đầu tiên được bán hết trong vòng chưa đầy 30 phút, buổi chiếu thứ hai ở Luân Đôn đã được thêm vào lịch trình, ấn định vào ngày 3 tháng 7 năm 2016 cũng đã bán hết vé.
Adele đã hoàn thành chuyến lưu diễn vòng quanh thế giới của mình với hai buổi hòa nhạc, được gọi là "The Finale", tại Wembley vào ngày 28 và 29 tháng 6 năm 2017. Buổi hòa nhạc có sự tham gia của 98.000 người hâm mộ, một kỷ lục sân vận động cho một sự kiện âm nhạc ở Anh. Ban đầu dự kiến kết thúc vào ngày 2 tháng 7 năm 2017, tuy nhiên vào ngày 30 tháng 6, Adele thông báo qua mạng xã hội rằng cô đã rất tiếc phải hủy bỏ hai buổi biểu diễn cuối cùng của mình theo lời khuyên y tế do chấn thương thanh âm.
Vào ngày 1 và 2 tháng 6 năm 2019, BTS đã trở thành nghệ sĩ châu Á và nhóm nhạc K-pop đầu tiên tổ chức và bán hết vé tại Wembley, bằng cách bán hết hai ngày cho chuyến lưu diễn Love Yourself: Speak Yourself của họ.
Vào tháng 6 năm 2019, Spice Girls đã biểu diễn 3 ngày bán hết vé cuối cùng trong chuyến lưu diễn Spice World - 2019 Tour. Tháng 6 cũng chứng kiến hai buổi trình diễn cháy vé của đội hình mới của Fleetwood Mac. Sau đó, vào ngày 6 tháng 7 năm 2019, The Who đã biểu diễn tại sân vận động trong chương trình Moving On! Tour, 40 năm kể từ khi biểu diễn ở sân vận động cũ.

## Kết nối giao thông
Sân vận động được mô tả như một "điểm đến giao thông công cộng", nơi có bãi đậu xe rất hạn chế. Để giảm bớt tác động của giao thông xe cộ đối với người dân và doanh nghiệp địa phương, Hội đồng Brent đã đưa ra một số biện pháp liên quan đến việc đỗ xe trên đường phố và hạn chế tiếp cận của những con đường bao quanh sân vận động.
"Đề án Bãi đậu xe Bảo vệ Sân vận động Wembley" đặt ra một ranh giới trong đó việc đậu xe trên đường phố bị hạn chế chỉ dành cho những người có giấy phép đậu xe trong ngày diễn ra sự kiện. Đường có hiệu lực từ 10:00 sáng của ngày diễn ra sự kiện cho đến nửa đêm và áp dụng cho Đường Fulton, Đường Engineers và Đường South.

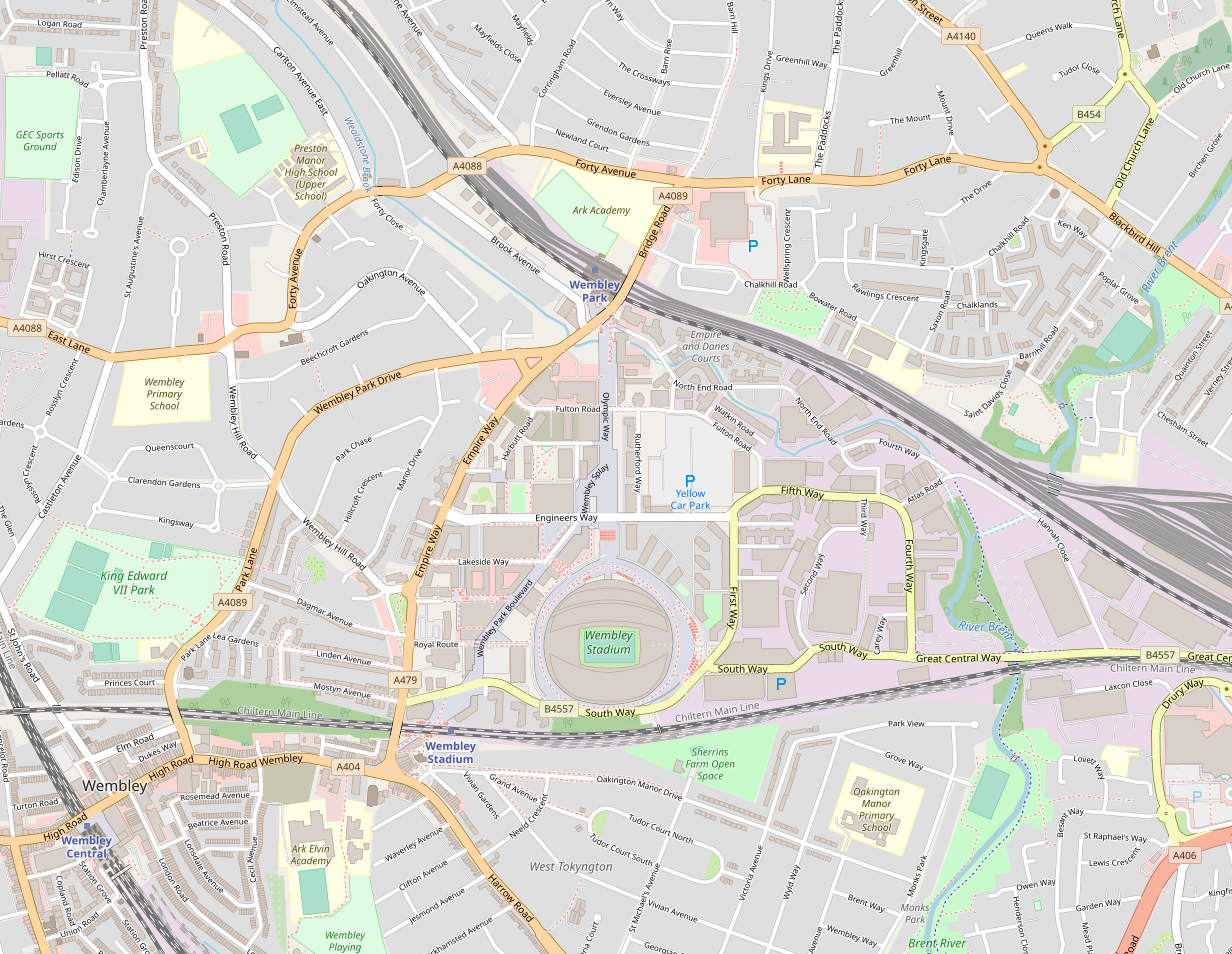
Bản đồ Sân vận động Wembley liên quan đến các ga Đường Olympic, Trung tâm Wembley, Sân vận động Wembley và Wembley Park, và Đường A406 North Circular Road (phía dưới bên phải)

### Đường sắt và tàu điện ngầm
Sân vận động được kết nối với hai ga Tàu điện ngầm Luân Đôn: Ga Wembley Park (trên tuyến Metropolitan và Jubilee) qua Đường Olympic, và Trung tâm Wembley (Tuyến Bakerloo) qua cầu White Horse. Các liên kết đường sắt được cung cấp tại Trung tâm Wembley (dịch vụ London Overground, London Northwestern Railway và Southern) và Ga xe lửa Sân vận động Wembley (dịch vụ Chiltern Railways).

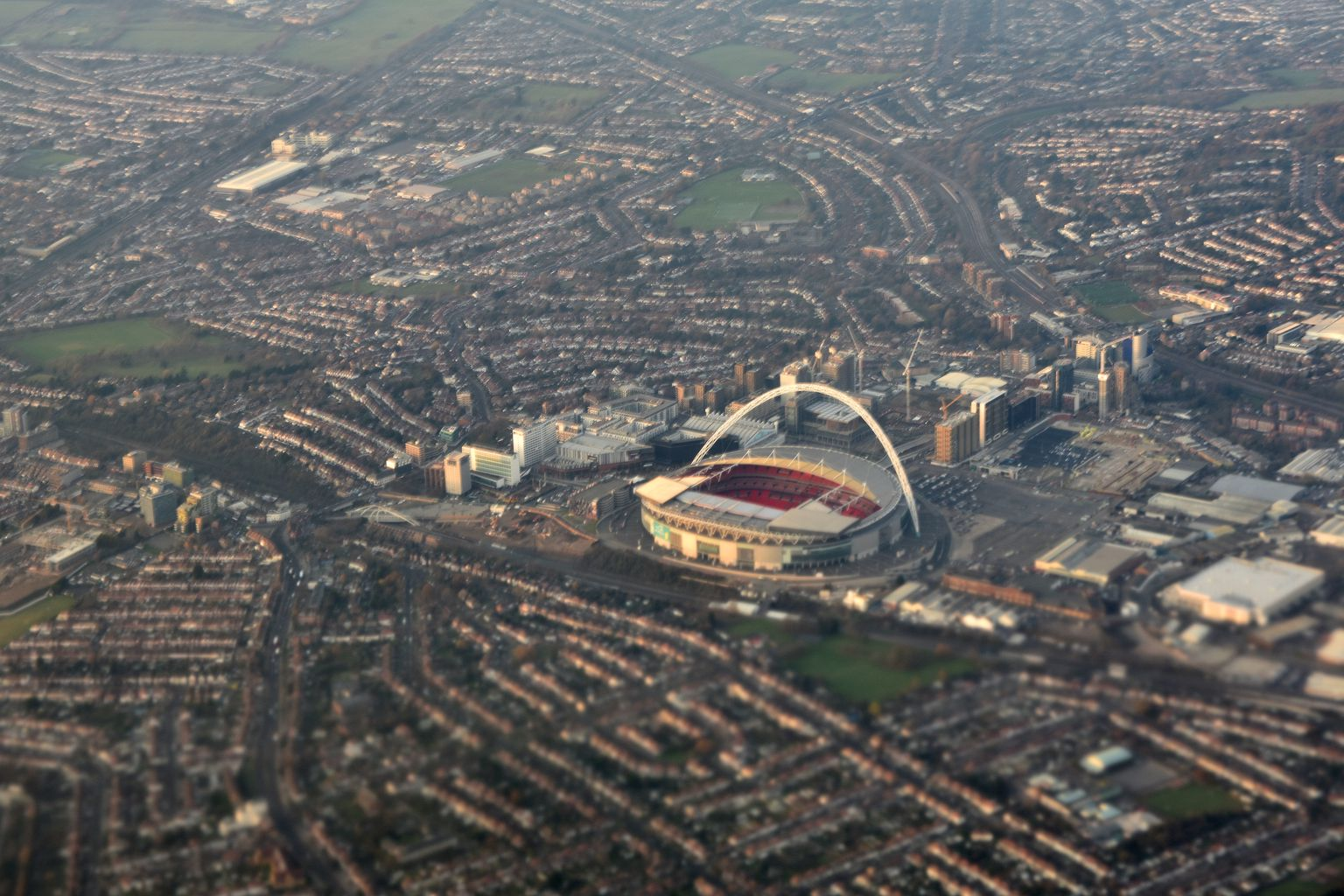
Sân vận động Wembley và khu vực xung quanh nhìn từ trên không

Các ga gần đó:
| Dịch vụ                | Ga                   | Tuyến                                         |
| ---------------------- | -------------------- | --------------------------------------------- |
| Tàu điện ngầm Luân Đôn | Wembley Park         | Tuyến Jubilee Tuyến Metropolitan              |
| Tàu điện ngầm Luân Đôn | Trung tâm Wembley    | Tuyến Bakerloo                                |
| London Overground      | Trung tâm Wembley    | Tuyến Watford DC                              |
| National Rail          | Trung tâm Wembley    | Southern Railways London Northwestern Railway |
| National Rail          | Sân vận động Wembley | Chiltern Railways                             |

### Bãi đậu xe trong khuôn viên
Bãi đậu xe trong khuôn viên được chia sẻ với Wembley Arena, về cơ bản là bãi đậu xe mặt trời xung quanh sườn phía đông của Sân vận động Wembley và bãi đậu xe nhiều tầng. Chúng được gọi là Green Car Park và Red Car Park. Bãi đậu xe dành cho người khuyết tật có sẵn trong khuôn viên, tại Green Car Park, với mức giá giảm nhưng trên cơ sở ai đến trước được phục vụ trước. Vào một số ngày diễn ra sự kiện bóng đá, những cổ động viên đội khách đã được tách ra ở hai bãi đậu xe khác nhau.

### Xe buýt
Các tuyến xe buýt Luân Đôn gần đó:
| Tuyến | Bắt đầu                 | Kết thúc            | Nhà điều hành |
| 18    | Euston                  | Sudbury             | London United |
| 83    | Golders Green           | Alperton            | Metroline     |
| 92    | St Raphael's North      | Ealing Hospital     | Metroline     |
| 182   | Brent Cross             | Harrow Weald        | Metroline     |
| 206   | Kilburn Park            | Wembley Park        | Metroline     |
| 223   | Wembley                 | Harrow              | Metroline     |
| 224   | Ga Sân vận động Wembley | St Raphael's Estate | Metroline     |
| 297   | Willesden               | Ealing Broadway     | Metroline     |